# Унищожаване на защитата
Унищожаването на защитата в шахмата е тактически метод, използван за елиминиране (чрез жертви или размяна) на фигурите или пешките на противника, защитаващи или покриващи други фигури (по-специално царя). Известно е още като подкопаване, след което фигура на противника остава незащитена или недостатъчно защитена. Противникът има неприятния избор да вземе унищожителя или да спаси незащитената фигура. Възможен отговор е да се пожертва фигурата, чиято защита е била подкопана, преди да се вземе фигурата, която току-що е отнела защитника. Често разрушаването на защитата е неразделен елемент от различни комбинации.

## Примери
|   | a | b | c | d | e | f | g | h |   |
| 8 | черен топ на бяло поле a8 · черен топ на черно поле f8 · черен цар на бяло поле g8 · черна пешка на черно поле a7 · черна пешка на бяло поле b7 · черна дама на черно поле e7 · черна пешка на бяло поле f7 · черна пешка на черно поле g7 · черна пешка на бяло поле h7 · черен кон на бяло поле c6 · черна пешка на бяло поле e6 · черен кон на черно поле f6 · черна пешка на черно поле d4 · бяла дама на бяло поле d3 · бяла пешка на бяло поле a2 · бял офицер на бяло поле c2 · бяла пешка на бяло поле g2 · бяла пешка на черно поле h2 · бял топ на черно поле a1 · бял топ на бяло поле f1 · бял цар на черно поле g1 | черен топ на бяло поле a8 · черен топ на черно поле f8 · черен цар на бяло поле g8 · черна пешка на черно поле a7 · черна пешка на бяло поле b7 · черна дама на черно поле e7 · черна пешка на бяло поле f7 · черна пешка на черно поле g7 · черна пешка на бяло поле h7 · черен кон на бяло поле c6 · черна пешка на бяло поле e6 · черен кон на черно поле f6 · черна пешка на черно поле d4 · бяла дама на бяло поле d3 · бяла пешка на бяло поле a2 · бял офицер на бяло поле c2 · бяла пешка на бяло поле g2 · бяла пешка на черно поле h2 · бял топ на черно поле a1 · бял топ на бяло поле f1 · бял цар на черно поле g1 | черен топ на бяло поле a8 · черен топ на черно поле f8 · черен цар на бяло поле g8 · черна пешка на черно поле a7 · черна пешка на бяло поле b7 · черна дама на черно поле e7 · черна пешка на бяло поле f7 · черна пешка на черно поле g7 · черна пешка на бяло поле h7 · черен кон на бяло поле c6 · черна пешка на бяло поле e6 · черен кон на черно поле f6 · черна пешка на черно поле d4 · бяла дама на бяло поле d3 · бяла пешка на бяло поле a2 · бял офицер на бяло поле c2 · бяла пешка на бяло поле g2 · бяла пешка на черно поле h2 · бял топ на черно поле a1 · бял топ на бяло поле f1 · бял цар на черно поле g1 | черен топ на бяло поле a8 · черен топ на черно поле f8 · черен цар на бяло поле g8 · черна пешка на черно поле a7 · черна пешка на бяло поле b7 · черна дама на черно поле e7 · черна пешка на бяло поле f7 · черна пешка на черно поле g7 · черна пешка на бяло поле h7 · черен кон на бяло поле c6 · черна пешка на бяло поле e6 · черен кон на черно поле f6 · черна пешка на черно поле d4 · бяла дама на бяло поле d3 · бяла пешка на бяло поле a2 · бял офицер на бяло поле c2 · бяла пешка на бяло поле g2 · бяла пешка на черно поле h2 · бял топ на черно поле a1 · бял топ на бяло поле f1 · бял цар на черно поле g1 | черен топ на бяло поле a8 · черен топ на черно поле f8 · черен цар на бяло поле g8 · черна пешка на черно поле a7 · черна пешка на бяло поле b7 · черна дама на черно поле e7 · черна пешка на бяло поле f7 · черна пешка на черно поле g7 · черна пешка на бяло поле h7 · черен кон на бяло поле c6 · черна пешка на бяло поле e6 · черен кон на черно поле f6 · черна пешка на черно поле d4 · бяла дама на бяло поле d3 · бяла пешка на бяло поле a2 · бял офицер на бяло поле c2 · бяла пешка на бяло поле g2 · бяла пешка на черно поле h2 · бял топ на черно поле a1 · бял топ на бяло поле f1 · бял цар на черно поле g1 | черен топ на бяло поле a8 · черен топ на черно поле f8 · черен цар на бяло поле g8 · черна пешка на черно поле a7 · черна пешка на бяло поле b7 · черна дама на черно поле e7 · черна пешка на бяло поле f7 · черна пешка на черно поле g7 · черна пешка на бяло поле h7 · черен кон на бяло поле c6 · черна пешка на бяло поле e6 · черен кон на черно поле f6 · черна пешка на черно поле d4 · бяла дама на бяло поле d3 · бяла пешка на бяло поле a2 · бял офицер на бяло поле c2 · бяла пешка на бяло поле g2 · бяла пешка на черно поле h2 · бял топ на черно поле a1 · бял топ на бяло поле f1 · бял цар на черно поле g1 | черен топ на бяло поле a8 · черен топ на черно поле f8 · черен цар на бяло поле g8 · черна пешка на черно поле a7 · черна пешка на бяло поле b7 · черна дама на черно поле e7 · черна пешка на бяло поле f7 · черна пешка на черно поле g7 · черна пешка на бяло поле h7 · черен кон на бяло поле c6 · черна пешка на бяло поле e6 · черен кон на черно поле f6 · черна пешка на черно поле d4 · бяла дама на бяло поле d3 · бяла пешка на бяло поле a2 · бял офицер на бяло поле c2 · бяла пешка на бяло поле g2 · бяла пешка на черно поле h2 · бял топ на черно поле a1 · бял топ на бяло поле f1 · бял цар на черно поле g1 | черен топ на бяло поле a8 · черен топ на черно поле f8 · черен цар на бяло поле g8 · черна пешка на черно поле a7 · черна пешка на бяло поле b7 · черна дама на черно поле e7 · черна пешка на бяло поле f7 · черна пешка на черно поле g7 · черна пешка на бяло поле h7 · черен кон на бяло поле c6 · черна пешка на бяло поле e6 · черен кон на черно поле f6 · черна пешка на черно поле d4 · бяла дама на бяло поле d3 · бяла пешка на бяло поле a2 · бял офицер на бяло поле c2 · бяла пешка на бяло поле g2 · бяла пешка на черно поле h2 · бял топ на черно поле a1 · бял топ на бяло поле f1 · бял цар на черно поле g1 | 8 |
| 7 | черен топ на бяло поле a8 · черен топ на черно поле f8 · черен цар на бяло поле g8 · черна пешка на черно поле a7 · черна пешка на бяло поле b7 · черна дама на черно поле e7 · черна пешка на бяло поле f7 · черна пешка на черно поле g7 · черна пешка на бяло поле h7 · черен кон на бяло поле c6 · черна пешка на бяло поле e6 · черен кон на черно поле f6 · черна пешка на черно поле d4 · бяла дама на бяло поле d3 · бяла пешка на бяло поле a2 · бял офицер на бяло поле c2 · бяла пешка на бяло поле g2 · бяла пешка на черно поле h2 · бял топ на черно поле a1 · бял топ на бяло поле f1 · бял цар на черно поле g1 | черен топ на бяло поле a8 · черен топ на черно поле f8 · черен цар на бяло поле g8 · черна пешка на черно поле a7 · черна пешка на бяло поле b7 · черна дама на черно поле e7 · черна пешка на бяло поле f7 · черна пешка на черно поле g7 · черна пешка на бяло поле h7 · черен кон на бяло поле c6 · черна пешка на бяло поле e6 · черен кон на черно поле f6 · черна пешка на черно поле d4 · бяла дама на бяло поле d3 · бяла пешка на бяло поле a2 · бял офицер на бяло поле c2 · бяла пешка на бяло поле g2 · бяла пешка на черно поле h2 · бял топ на черно поле a1 · бял топ на бяло поле f1 · бял цар на черно поле g1 | черен топ на бяло поле a8 · черен топ на черно поле f8 · черен цар на бяло поле g8 · черна пешка на черно поле a7 · черна пешка на бяло поле b7 · черна дама на черно поле e7 · черна пешка на бяло поле f7 · черна пешка на черно поле g7 · черна пешка на бяло поле h7 · черен кон на бяло поле c6 · черна пешка на бяло поле e6 · черен кон на черно поле f6 · черна пешка на черно поле d4 · бяла дама на бяло поле d3 · бяла пешка на бяло поле a2 · бял офицер на бяло поле c2 · бяла пешка на бяло поле g2 · бяла пешка на черно поле h2 · бял топ на черно поле a1 · бял топ на бяло поле f1 · бял цар на черно поле g1 | черен топ на бяло поле a8 · черен топ на черно поле f8 · черен цар на бяло поле g8 · черна пешка на черно поле a7 · черна пешка на бяло поле b7 · черна дама на черно поле e7 · черна пешка на бяло поле f7 · черна пешка на черно поле g7 · черна пешка на бяло поле h7 · черен кон на бяло поле c6 · черна пешка на бяло поле e6 · черен кон на черно поле f6 · черна пешка на черно поле d4 · бяла дама на бяло поле d3 · бяла пешка на бяло поле a2 · бял офицер на бяло поле c2 · бяла пешка на бяло поле g2 · бяла пешка на черно поле h2 · бял топ на черно поле a1 · бял топ на бяло поле f1 · бял цар на черно поле g1 | черен топ на бяло поле a8 · черен топ на черно поле f8 · черен цар на бяло поле g8 · черна пешка на черно поле a7 · черна пешка на бяло поле b7 · черна дама на черно поле e7 · черна пешка на бяло поле f7 · черна пешка на черно поле g7 · черна пешка на бяло поле h7 · черен кон на бяло поле c6 · черна пешка на бяло поле e6 · черен кон на черно поле f6 · черна пешка на черно поле d4 · бяла дама на бяло поле d3 · бяла пешка на бяло поле a2 · бял офицер на бяло поле c2 · бяла пешка на бяло поле g2 · бяла пешка на черно поле h2 · бял топ на черно поле a1 · бял топ на бяло поле f1 · бял цар на черно поле g1 | черен топ на бяло поле a8 · черен топ на черно поле f8 · черен цар на бяло поле g8 · черна пешка на черно поле a7 · черна пешка на бяло поле b7 · черна дама на черно поле e7 · черна пешка на бяло поле f7 · черна пешка на черно поле g7 · черна пешка на бяло поле h7 · черен кон на бяло поле c6 · черна пешка на бяло поле e6 · черен кон на черно поле f6 · черна пешка на черно поле d4 · бяла дама на бяло поле d3 · бяла пешка на бяло поле a2 · бял офицер на бяло поле c2 · бяла пешка на бяло поле g2 · бяла пешка на черно поле h2 · бял топ на черно поле a1 · бял топ на бяло поле f1 · бял цар на черно поле g1 | черен топ на бяло поле a8 · черен топ на черно поле f8 · черен цар на бяло поле g8 · черна пешка на черно поле a7 · черна пешка на бяло поле b7 · черна дама на черно поле e7 · черна пешка на бяло поле f7 · черна пешка на черно поле g7 · черна пешка на бяло поле h7 · черен кон на бяло поле c6 · черна пешка на бяло поле e6 · черен кон на черно поле f6 · черна пешка на черно поле d4 · бяла дама на бяло поле d3 · бяла пешка на бяло поле a2 · бял офицер на бяло поле c2 · бяла пешка на бяло поле g2 · бяла пешка на черно поле h2 · бял топ на черно поле a1 · бял топ на бяло поле f1 · бял цар на черно поле g1 | черен топ на бяло поле a8 · черен топ на черно поле f8 · черен цар на бяло поле g8 · черна пешка на черно поле a7 · черна пешка на бяло поле b7 · черна дама на черно поле e7 · черна пешка на бяло поле f7 · черна пешка на черно поле g7 · черна пешка на бяло поле h7 · черен кон на бяло поле c6 · черна пешка на бяло поле e6 · черен кон на черно поле f6 · черна пешка на черно поле d4 · бяла дама на бяло поле d3 · бяла пешка на бяло поле a2 · бял офицер на бяло поле c2 · бяла пешка на бяло поле g2 · бяла пешка на черно поле h2 · бял топ на черно поле a1 · бял топ на бяло поле f1 · бял цар на черно поле g1 | 7 |
| 6 | черен топ на бяло поле a8 · черен топ на черно поле f8 · черен цар на бяло поле g8 · черна пешка на черно поле a7 · черна пешка на бяло поле b7 · черна дама на черно поле e7 · черна пешка на бяло поле f7 · черна пешка на черно поле g7 · черна пешка на бяло поле h7 · черен кон на бяло поле c6 · черна пешка на бяло поле e6 · черен кон на черно поле f6 · черна пешка на черно поле d4 · бяла дама на бяло поле d3 · бяла пешка на бяло поле a2 · бял офицер на бяло поле c2 · бяла пешка на бяло поле g2 · бяла пешка на черно поле h2 · бял топ на черно поле a1 · бял топ на бяло поле f1 · бял цар на черно поле g1 | черен топ на бяло поле a8 · черен топ на черно поле f8 · черен цар на бяло поле g8 · черна пешка на черно поле a7 · черна пешка на бяло поле b7 · черна дама на черно поле e7 · черна пешка на бяло поле f7 · черна пешка на черно поле g7 · черна пешка на бяло поле h7 · черен кон на бяло поле c6 · черна пешка на бяло поле e6 · черен кон на черно поле f6 · черна пешка на черно поле d4 · бяла дама на бяло поле d3 · бяла пешка на бяло поле a2 · бял офицер на бяло поле c2 · бяла пешка на бяло поле g2 · бяла пешка на черно поле h2 · бял топ на черно поле a1 · бял топ на бяло поле f1 · бял цар на черно поле g1 | черен топ на бяло поле a8 · черен топ на черно поле f8 · черен цар на бяло поле g8 · черна пешка на черно поле a7 · черна пешка на бяло поле b7 · черна дама на черно поле e7 · черна пешка на бяло поле f7 · черна пешка на черно поле g7 · черна пешка на бяло поле h7 · черен кон на бяло поле c6 · черна пешка на бяло поле e6 · черен кон на черно поле f6 · черна пешка на черно поле d4 · бяла дама на бяло поле d3 · бяла пешка на бяло поле a2 · бял офицер на бяло поле c2 · бяла пешка на бяло поле g2 · бяла пешка на черно поле h2 · бял топ на черно поле a1 · бял топ на бяло поле f1 · бял цар на черно поле g1 | черен топ на бяло поле a8 · черен топ на черно поле f8 · черен цар на бяло поле g8 · черна пешка на черно поле a7 · черна пешка на бяло поле b7 · черна дама на черно поле e7 · черна пешка на бяло поле f7 · черна пешка на черно поле g7 · черна пешка на бяло поле h7 · черен кон на бяло поле c6 · черна пешка на бяло поле e6 · черен кон на черно поле f6 · черна пешка на черно поле d4 · бяла дама на бяло поле d3 · бяла пешка на бяло поле a2 · бял офицер на бяло поле c2 · бяла пешка на бяло поле g2 · бяла пешка на черно поле h2 · бял топ на черно поле a1 · бял топ на бяло поле f1 · бял цар на черно поле g1 | черен топ на бяло поле a8 · черен топ на черно поле f8 · черен цар на бяло поле g8 · черна пешка на черно поле a7 · черна пешка на бяло поле b7 · черна дама на черно поле e7 · черна пешка на бяло поле f7 · черна пешка на черно поле g7 · черна пешка на бяло поле h7 · черен кон на бяло поле c6 · черна пешка на бяло поле e6 · черен кон на черно поле f6 · черна пешка на черно поле d4 · бяла дама на бяло поле d3 · бяла пешка на бяло поле a2 · бял офицер на бяло поле c2 · бяла пешка на бяло поле g2 · бяла пешка на черно поле h2 · бял топ на черно поле a1 · бял топ на бяло поле f1 · бял цар на черно поле g1 | черен топ на бяло поле a8 · черен топ на черно поле f8 · черен цар на бяло поле g8 · черна пешка на черно поле a7 · черна пешка на бяло поле b7 · черна дама на черно поле e7 · черна пешка на бяло поле f7 · черна пешка на черно поле g7 · черна пешка на бяло поле h7 · черен кон на бяло поле c6 · черна пешка на бяло поле e6 · черен кон на черно поле f6 · черна пешка на черно поле d4 · бяла дама на бяло поле d3 · бяла пешка на бяло поле a2 · бял офицер на бяло поле c2 · бяла пешка на бяло поле g2 · бяла пешка на черно поле h2 · бял топ на черно поле a1 · бял топ на бяло поле f1 · бял цар на черно поле g1 | черен топ на бяло поле a8 · черен топ на черно поле f8 · черен цар на бяло поле g8 · черна пешка на черно поле a7 · черна пешка на бяло поле b7 · черна дама на черно поле e7 · черна пешка на бяло поле f7 · черна пешка на черно поле g7 · черна пешка на бяло поле h7 · черен кон на бяло поле c6 · черна пешка на бяло поле e6 · черен кон на черно поле f6 · черна пешка на черно поле d4 · бяла дама на бяло поле d3 · бяла пешка на бяло поле a2 · бял офицер на бяло поле c2 · бяла пешка на бяло поле g2 · бяла пешка на черно поле h2 · бял топ на черно поле a1 · бял топ на бяло поле f1 · бял цар на черно поле g1 | черен топ на бяло поле a8 · черен топ на черно поле f8 · черен цар на бяло поле g8 · черна пешка на черно поле a7 · черна пешка на бяло поле b7 · черна дама на черно поле e7 · черна пешка на бяло поле f7 · черна пешка на черно поле g7 · черна пешка на бяло поле h7 · черен кон на бяло поле c6 · черна пешка на бяло поле e6 · черен кон на черно поле f6 · черна пешка на черно поле d4 · бяла дама на бяло поле d3 · бяла пешка на бяло поле a2 · бял офицер на бяло поле c2 · бяла пешка на бяло поле g2 · бяла пешка на черно поле h2 · бял топ на черно поле a1 · бял топ на бяло поле f1 · бял цар на черно поле g1 | 6 |
| 5 | черен топ на бяло поле a8 · черен топ на черно поле f8 · черен цар на бяло поле g8 · черна пешка на черно поле a7 · черна пешка на бяло поле b7 · черна дама на черно поле e7 · черна пешка на бяло поле f7 · черна пешка на черно поле g7 · черна пешка на бяло поле h7 · черен кон на бяло поле c6 · черна пешка на бяло поле e6 · черен кон на черно поле f6 · черна пешка на черно поле d4 · бяла дама на бяло поле d3 · бяла пешка на бяло поле a2 · бял офицер на бяло поле c2 · бяла пешка на бяло поле g2 · бяла пешка на черно поле h2 · бял топ на черно поле a1 · бял топ на бяло поле f1 · бял цар на черно поле g1 | черен топ на бяло поле a8 · черен топ на черно поле f8 · черен цар на бяло поле g8 · черна пешка на черно поле a7 · черна пешка на бяло поле b7 · черна дама на черно поле e7 · черна пешка на бяло поле f7 · черна пешка на черно поле g7 · черна пешка на бяло поле h7 · черен кон на бяло поле c6 · черна пешка на бяло поле e6 · черен кон на черно поле f6 · черна пешка на черно поле d4 · бяла дама на бяло поле d3 · бяла пешка на бяло поле a2 · бял офицер на бяло поле c2 · бяла пешка на бяло поле g2 · бяла пешка на черно поле h2 · бял топ на черно поле a1 · бял топ на бяло поле f1 · бял цар на черно поле g1 | черен топ на бяло поле a8 · черен топ на черно поле f8 · черен цар на бяло поле g8 · черна пешка на черно поле a7 · черна пешка на бяло поле b7 · черна дама на черно поле e7 · черна пешка на бяло поле f7 · черна пешка на черно поле g7 · черна пешка на бяло поле h7 · черен кон на бяло поле c6 · черна пешка на бяло поле e6 · черен кон на черно поле f6 · черна пешка на черно поле d4 · бяла дама на бяло поле d3 · бяла пешка на бяло поле a2 · бял офицер на бяло поле c2 · бяла пешка на бяло поле g2 · бяла пешка на черно поле h2 · бял топ на черно поле a1 · бял топ на бяло поле f1 · бял цар на черно поле g1 | черен топ на бяло поле a8 · черен топ на черно поле f8 · черен цар на бяло поле g8 · черна пешка на черно поле a7 · черна пешка на бяло поле b7 · черна дама на черно поле e7 · черна пешка на бяло поле f7 · черна пешка на черно поле g7 · черна пешка на бяло поле h7 · черен кон на бяло поле c6 · черна пешка на бяло поле e6 · черен кон на черно поле f6 · черна пешка на черно поле d4 · бяла дама на бяло поле d3 · бяла пешка на бяло поле a2 · бял офицер на бяло поле c2 · бяла пешка на бяло поле g2 · бяла пешка на черно поле h2 · бял топ на черно поле a1 · бял топ на бяло поле f1 · бял цар на черно поле g1 | черен топ на бяло поле a8 · черен топ на черно поле f8 · черен цар на бяло поле g8 · черна пешка на черно поле a7 · черна пешка на бяло поле b7 · черна дама на черно поле e7 · черна пешка на бяло поле f7 · черна пешка на черно поле g7 · черна пешка на бяло поле h7 · черен кон на бяло поле c6 · черна пешка на бяло поле e6 · черен кон на черно поле f6 · черна пешка на черно поле d4 · бяла дама на бяло поле d3 · бяла пешка на бяло поле a2 · бял офицер на бяло поле c2 · бяла пешка на бяло поле g2 · бяла пешка на черно поле h2 · бял топ на черно поле a1 · бял топ на бяло поле f1 · бял цар на черно поле g1 | черен топ на бяло поле a8 · черен топ на черно поле f8 · черен цар на бяло поле g8 · черна пешка на черно поле a7 · черна пешка на бяло поле b7 · черна дама на черно поле e7 · черна пешка на бяло поле f7 · черна пешка на черно поле g7 · черна пешка на бяло поле h7 · черен кон на бяло поле c6 · черна пешка на бяло поле e6 · черен кон на черно поле f6 · черна пешка на черно поле d4 · бяла дама на бяло поле d3 · бяла пешка на бяло поле a2 · бял офицер на бяло поле c2 · бяла пешка на бяло поле g2 · бяла пешка на черно поле h2 · бял топ на черно поле a1 · бял топ на бяло поле f1 · бял цар на черно поле g1 | черен топ на бяло поле a8 · черен топ на черно поле f8 · черен цар на бяло поле g8 · черна пешка на черно поле a7 · черна пешка на бяло поле b7 · черна дама на черно поле e7 · черна пешка на бяло поле f7 · черна пешка на черно поле g7 · черна пешка на бяло поле h7 · черен кон на бяло поле c6 · черна пешка на бяло поле e6 · черен кон на черно поле f6 · черна пешка на черно поле d4 · бяла дама на бяло поле d3 · бяла пешка на бяло поле a2 · бял офицер на бяло поле c2 · бяла пешка на бяло поле g2 · бяла пешка на черно поле h2 · бял топ на черно поле a1 · бял топ на бяло поле f1 · бял цар на черно поле g1 | черен топ на бяло поле a8 · черен топ на черно поле f8 · черен цар на бяло поле g8 · черна пешка на черно поле a7 · черна пешка на бяло поле b7 · черна дама на черно поле e7 · черна пешка на бяло поле f7 · черна пешка на черно поле g7 · черна пешка на бяло поле h7 · черен кон на бяло поле c6 · черна пешка на бяло поле e6 · черен кон на черно поле f6 · черна пешка на черно поле d4 · бяла дама на бяло поле d3 · бяла пешка на бяло поле a2 · бял офицер на бяло поле c2 · бяла пешка на бяло поле g2 · бяла пешка на черно поле h2 · бял топ на черно поле a1 · бял топ на бяло поле f1 · бял цар на черно поле g1 | 5 |
| 4 | черен топ на бяло поле a8 · черен топ на черно поле f8 · черен цар на бяло поле g8 · черна пешка на черно поле a7 · черна пешка на бяло поле b7 · черна дама на черно поле e7 · черна пешка на бяло поле f7 · черна пешка на черно поле g7 · черна пешка на бяло поле h7 · черен кон на бяло поле c6 · черна пешка на бяло поле e6 · черен кон на черно поле f6 · черна пешка на черно поле d4 · бяла дама на бяло поле d3 · бяла пешка на бяло поле a2 · бял офицер на бяло поле c2 · бяла пешка на бяло поле g2 · бяла пешка на черно поле h2 · бял топ на черно поле a1 · бял топ на бяло поле f1 · бял цар на черно поле g1 | черен топ на бяло поле a8 · черен топ на черно поле f8 · черен цар на бяло поле g8 · черна пешка на черно поле a7 · черна пешка на бяло поле b7 · черна дама на черно поле e7 · черна пешка на бяло поле f7 · черна пешка на черно поле g7 · черна пешка на бяло поле h7 · черен кон на бяло поле c6 · черна пешка на бяло поле e6 · черен кон на черно поле f6 · черна пешка на черно поле d4 · бяла дама на бяло поле d3 · бяла пешка на бяло поле a2 · бял офицер на бяло поле c2 · бяла пешка на бяло поле g2 · бяла пешка на черно поле h2 · бял топ на черно поле a1 · бял топ на бяло поле f1 · бял цар на черно поле g1 | черен топ на бяло поле a8 · черен топ на черно поле f8 · черен цар на бяло поле g8 · черна пешка на черно поле a7 · черна пешка на бяло поле b7 · черна дама на черно поле e7 · черна пешка на бяло поле f7 · черна пешка на черно поле g7 · черна пешка на бяло поле h7 · черен кон на бяло поле c6 · черна пешка на бяло поле e6 · черен кон на черно поле f6 · черна пешка на черно поле d4 · бяла дама на бяло поле d3 · бяла пешка на бяло поле a2 · бял офицер на бяло поле c2 · бяла пешка на бяло поле g2 · бяла пешка на черно поле h2 · бял топ на черно поле a1 · бял топ на бяло поле f1 · бял цар на черно поле g1 | черен топ на бяло поле a8 · черен топ на черно поле f8 · черен цар на бяло поле g8 · черна пешка на черно поле a7 · черна пешка на бяло поле b7 · черна дама на черно поле e7 · черна пешка на бяло поле f7 · черна пешка на черно поле g7 · черна пешка на бяло поле h7 · черен кон на бяло поле c6 · черна пешка на бяло поле e6 · черен кон на черно поле f6 · черна пешка на черно поле d4 · бяла дама на бяло поле d3 · бяла пешка на бяло поле a2 · бял офицер на бяло поле c2 · бяла пешка на бяло поле g2 · бяла пешка на черно поле h2 · бял топ на черно поле a1 · бял топ на бяло поле f1 · бял цар на черно поле g1 | черен топ на бяло поле a8 · черен топ на черно поле f8 · черен цар на бяло поле g8 · черна пешка на черно поле a7 · черна пешка на бяло поле b7 · черна дама на черно поле e7 · черна пешка на бяло поле f7 · черна пешка на черно поле g7 · черна пешка на бяло поле h7 · черен кон на бяло поле c6 · черна пешка на бяло поле e6 · черен кон на черно поле f6 · черна пешка на черно поле d4 · бяла дама на бяло поле d3 · бяла пешка на бяло поле a2 · бял офицер на бяло поле c2 · бяла пешка на бяло поле g2 · бяла пешка на черно поле h2 · бял топ на черно поле a1 · бял топ на бяло поле f1 · бял цар на черно поле g1 | черен топ на бяло поле a8 · черен топ на черно поле f8 · черен цар на бяло поле g8 · черна пешка на черно поле a7 · черна пешка на бяло поле b7 · черна дама на черно поле e7 · черна пешка на бяло поле f7 · черна пешка на черно поле g7 · черна пешка на бяло поле h7 · черен кон на бяло поле c6 · черна пешка на бяло поле e6 · черен кон на черно поле f6 · черна пешка на черно поле d4 · бяла дама на бяло поле d3 · бяла пешка на бяло поле a2 · бял офицер на бяло поле c2 · бяла пешка на бяло поле g2 · бяла пешка на черно поле h2 · бял топ на черно поле a1 · бял топ на бяло поле f1 · бял цар на черно поле g1 | черен топ на бяло поле a8 · черен топ на черно поле f8 · черен цар на бяло поле g8 · черна пешка на черно поле a7 · черна пешка на бяло поле b7 · черна дама на черно поле e7 · черна пешка на бяло поле f7 · черна пешка на черно поле g7 · черна пешка на бяло поле h7 · черен кон на бяло поле c6 · черна пешка на бяло поле e6 · черен кон на черно поле f6 · черна пешка на черно поле d4 · бяла дама на бяло поле d3 · бяла пешка на бяло поле a2 · бял офицер на бяло поле c2 · бяла пешка на бяло поле g2 · бяла пешка на черно поле h2 · бял топ на черно поле a1 · бял топ на бяло поле f1 · бял цар на черно поле g1 | черен топ на бяло поле a8 · черен топ на черно поле f8 · черен цар на бяло поле g8 · черна пешка на черно поле a7 · черна пешка на бяло поле b7 · черна дама на черно поле e7 · черна пешка на бяло поле f7 · черна пешка на черно поле g7 · черна пешка на бяло поле h7 · черен кон на бяло поле c6 · черна пешка на бяло поле e6 · черен кон на черно поле f6 · черна пешка на черно поле d4 · бяла дама на бяло поле d3 · бяла пешка на бяло поле a2 · бял офицер на бяло поле c2 · бяла пешка на бяло поле g2 · бяла пешка на черно поле h2 · бял топ на черно поле a1 · бял топ на бяло поле f1 · бял цар на черно поле g1 | 4 |
| 3 | черен топ на бяло поле a8 · черен топ на черно поле f8 · черен цар на бяло поле g8 · черна пешка на черно поле a7 · черна пешка на бяло поле b7 · черна дама на черно поле e7 · черна пешка на бяло поле f7 · черна пешка на черно поле g7 · черна пешка на бяло поле h7 · черен кон на бяло поле c6 · черна пешка на бяло поле e6 · черен кон на черно поле f6 · черна пешка на черно поле d4 · бяла дама на бяло поле d3 · бяла пешка на бяло поле a2 · бял офицер на бяло поле c2 · бяла пешка на бяло поле g2 · бяла пешка на черно поле h2 · бял топ на черно поле a1 · бял топ на бяло поле f1 · бял цар на черно поле g1 | черен топ на бяло поле a8 · черен топ на черно поле f8 · черен цар на бяло поле g8 · черна пешка на черно поле a7 · черна пешка на бяло поле b7 · черна дама на черно поле e7 · черна пешка на бяло поле f7 · черна пешка на черно поле g7 · черна пешка на бяло поле h7 · черен кон на бяло поле c6 · черна пешка на бяло поле e6 · черен кон на черно поле f6 · черна пешка на черно поле d4 · бяла дама на бяло поле d3 · бяла пешка на бяло поле a2 · бял офицер на бяло поле c2 · бяла пешка на бяло поле g2 · бяла пешка на черно поле h2 · бял топ на черно поле a1 · бял топ на бяло поле f1 · бял цар на черно поле g1 | черен топ на бяло поле a8 · черен топ на черно поле f8 · черен цар на бяло поле g8 · черна пешка на черно поле a7 · черна пешка на бяло поле b7 · черна дама на черно поле e7 · черна пешка на бяло поле f7 · черна пешка на черно поле g7 · черна пешка на бяло поле h7 · черен кон на бяло поле c6 · черна пешка на бяло поле e6 · черен кон на черно поле f6 · черна пешка на черно поле d4 · бяла дама на бяло поле d3 · бяла пешка на бяло поле a2 · бял офицер на бяло поле c2 · бяла пешка на бяло поле g2 · бяла пешка на черно поле h2 · бял топ на черно поле a1 · бял топ на бяло поле f1 · бял цар на черно поле g1 | черен топ на бяло поле a8 · черен топ на черно поле f8 · черен цар на бяло поле g8 · черна пешка на черно поле a7 · черна пешка на бяло поле b7 · черна дама на черно поле e7 · черна пешка на бяло поле f7 · черна пешка на черно поле g7 · черна пешка на бяло поле h7 · черен кон на бяло поле c6 · черна пешка на бяло поле e6 · черен кон на черно поле f6 · черна пешка на черно поле d4 · бяла дама на бяло поле d3 · бяла пешка на бяло поле a2 · бял офицер на бяло поле c2 · бяла пешка на бяло поле g2 · бяла пешка на черно поле h2 · бял топ на черно поле a1 · бял топ на бяло поле f1 · бял цар на черно поле g1 | черен топ на бяло поле a8 · черен топ на черно поле f8 · черен цар на бяло поле g8 · черна пешка на черно поле a7 · черна пешка на бяло поле b7 · черна дама на черно поле e7 · черна пешка на бяло поле f7 · черна пешка на черно поле g7 · черна пешка на бяло поле h7 · черен кон на бяло поле c6 · черна пешка на бяло поле e6 · черен кон на черно поле f6 · черна пешка на черно поле d4 · бяла дама на бяло поле d3 · бяла пешка на бяло поле a2 · бял офицер на бяло поле c2 · бяла пешка на бяло поле g2 · бяла пешка на черно поле h2 · бял топ на черно поле a1 · бял топ на бяло поле f1 · бял цар на черно поле g1 | черен топ на бяло поле a8 · черен топ на черно поле f8 · черен цар на бяло поле g8 · черна пешка на черно поле a7 · черна пешка на бяло поле b7 · черна дама на черно поле e7 · черна пешка на бяло поле f7 · черна пешка на черно поле g7 · черна пешка на бяло поле h7 · черен кон на бяло поле c6 · черна пешка на бяло поле e6 · черен кон на черно поле f6 · черна пешка на черно поле d4 · бяла дама на бяло поле d3 · бяла пешка на бяло поле a2 · бял офицер на бяло поле c2 · бяла пешка на бяло поле g2 · бяла пешка на черно поле h2 · бял топ на черно поле a1 · бял топ на бяло поле f1 · бял цар на черно поле g1 | черен топ на бяло поле a8 · черен топ на черно поле f8 · черен цар на бяло поле g8 · черна пешка на черно поле a7 · черна пешка на бяло поле b7 · черна дама на черно поле e7 · черна пешка на бяло поле f7 · черна пешка на черно поле g7 · черна пешка на бяло поле h7 · черен кон на бяло поле c6 · черна пешка на бяло поле e6 · черен кон на черно поле f6 · черна пешка на черно поле d4 · бяла дама на бяло поле d3 · бяла пешка на бяло поле a2 · бял офицер на бяло поле c2 · бяла пешка на бяло поле g2 · бяла пешка на черно поле h2 · бял топ на черно поле a1 · бял топ на бяло поле f1 · бял цар на черно поле g1 | черен топ на бяло поле a8 · черен топ на черно поле f8 · черен цар на бяло поле g8 · черна пешка на черно поле a7 · черна пешка на бяло поле b7 · черна дама на черно поле e7 · черна пешка на бяло поле f7 · черна пешка на черно поле g7 · черна пешка на бяло поле h7 · черен кон на бяло поле c6 · черна пешка на бяло поле e6 · черен кон на черно поле f6 · черна пешка на черно поле d4 · бяла дама на бяло поле d3 · бяла пешка на бяло поле a2 · бял офицер на бяло поле c2 · бяла пешка на бяло поле g2 · бяла пешка на черно поле h2 · бял топ на черно поле a1 · бял топ на бяло поле f1 · бял цар на черно поле g1 | 3 |
| 2 | черен топ на бяло поле a8 · черен топ на черно поле f8 · черен цар на бяло поле g8 · черна пешка на черно поле a7 · черна пешка на бяло поле b7 · черна дама на черно поле e7 · черна пешка на бяло поле f7 · черна пешка на черно поле g7 · черна пешка на бяло поле h7 · черен кон на бяло поле c6 · черна пешка на бяло поле e6 · черен кон на черно поле f6 · черна пешка на черно поле d4 · бяла дама на бяло поле d3 · бяла пешка на бяло поле a2 · бял офицер на бяло поле c2 · бяла пешка на бяло поле g2 · бяла пешка на черно поле h2 · бял топ на черно поле a1 · бял топ на бяло поле f1 · бял цар на черно поле g1 | черен топ на бяло поле a8 · черен топ на черно поле f8 · черен цар на бяло поле g8 · черна пешка на черно поле a7 · черна пешка на бяло поле b7 · черна дама на черно поле e7 · черна пешка на бяло поле f7 · черна пешка на черно поле g7 · черна пешка на бяло поле h7 · черен кон на бяло поле c6 · черна пешка на бяло поле e6 · черен кон на черно поле f6 · черна пешка на черно поле d4 · бяла дама на бяло поле d3 · бяла пешка на бяло поле a2 · бял офицер на бяло поле c2 · бяла пешка на бяло поле g2 · бяла пешка на черно поле h2 · бял топ на черно поле a1 · бял топ на бяло поле f1 · бял цар на черно поле g1 | черен топ на бяло поле a8 · черен топ на черно поле f8 · черен цар на бяло поле g8 · черна пешка на черно поле a7 · черна пешка на бяло поле b7 · черна дама на черно поле e7 · черна пешка на бяло поле f7 · черна пешка на черно поле g7 · черна пешка на бяло поле h7 · черен кон на бяло поле c6 · черна пешка на бяло поле e6 · черен кон на черно поле f6 · черна пешка на черно поле d4 · бяла дама на бяло поле d3 · бяла пешка на бяло поле a2 · бял офицер на бяло поле c2 · бяла пешка на бяло поле g2 · бяла пешка на черно поле h2 · бял топ на черно поле a1 · бял топ на бяло поле f1 · бял цар на черно поле g1 | черен топ на бяло поле a8 · черен топ на черно поле f8 · черен цар на бяло поле g8 · черна пешка на черно поле a7 · черна пешка на бяло поле b7 · черна дама на черно поле e7 · черна пешка на бяло поле f7 · черна пешка на черно поле g7 · черна пешка на бяло поле h7 · черен кон на бяло поле c6 · черна пешка на бяло поле e6 · черен кон на черно поле f6 · черна пешка на черно поле d4 · бяла дама на бяло поле d3 · бяла пешка на бяло поле a2 · бял офицер на бяло поле c2 · бяла пешка на бяло поле g2 · бяла пешка на черно поле h2 · бял топ на черно поле a1 · бял топ на бяло поле f1 · бял цар на черно поле g1 | черен топ на бяло поле a8 · черен топ на черно поле f8 · черен цар на бяло поле g8 · черна пешка на черно поле a7 · черна пешка на бяло поле b7 · черна дама на черно поле e7 · черна пешка на бяло поле f7 · черна пешка на черно поле g7 · черна пешка на бяло поле h7 · черен кон на бяло поле c6 · черна пешка на бяло поле e6 · черен кон на черно поле f6 · черна пешка на черно поле d4 · бяла дама на бяло поле d3 · бяла пешка на бяло поле a2 · бял офицер на бяло поле c2 · бяла пешка на бяло поле g2 · бяла пешка на черно поле h2 · бял топ на черно поле a1 · бял топ на бяло поле f1 · бял цар на черно поле g1 | черен топ на бяло поле a8 · черен топ на черно поле f8 · черен цар на бяло поле g8 · черна пешка на черно поле a7 · черна пешка на бяло поле b7 · черна дама на черно поле e7 · черна пешка на бяло поле f7 · черна пешка на черно поле g7 · черна пешка на бяло поле h7 · черен кон на бяло поле c6 · черна пешка на бяло поле e6 · черен кон на черно поле f6 · черна пешка на черно поле d4 · бяла дама на бяло поле d3 · бяла пешка на бяло поле a2 · бял офицер на бяло поле c2 · бяла пешка на бяло поле g2 · бяла пешка на черно поле h2 · бял топ на черно поле a1 · бял топ на бяло поле f1 · бял цар на черно поле g1 | черен топ на бяло поле a8 · черен топ на черно поле f8 · черен цар на бяло поле g8 · черна пешка на черно поле a7 · черна пешка на бяло поле b7 · черна дама на черно поле e7 · черна пешка на бяло поле f7 · черна пешка на черно поле g7 · черна пешка на бяло поле h7 · черен кон на бяло поле c6 · черна пешка на бяло поле e6 · черен кон на черно поле f6 · черна пешка на черно поле d4 · бяла дама на бяло поле d3 · бяла пешка на бяло поле a2 · бял офицер на бяло поле c2 · бяла пешка на бяло поле g2 · бяла пешка на черно поле h2 · бял топ на черно поле a1 · бял топ на бяло поле f1 · бял цар на черно поле g1 | черен топ на бяло поле a8 · черен топ на черно поле f8 · черен цар на бяло поле g8 · черна пешка на черно поле a7 · черна пешка на бяло поле b7 · черна дама на черно поле e7 · черна пешка на бяло поле f7 · черна пешка на черно поле g7 · черна пешка на бяло поле h7 · черен кон на бяло поле c6 · черна пешка на бяло поле e6 · черен кон на черно поле f6 · черна пешка на черно поле d4 · бяла дама на бяло поле d3 · бяла пешка на бяло поле a2 · бял офицер на бяло поле c2 · бяла пешка на бяло поле g2 · бяла пешка на черно поле h2 · бял топ на черно поле a1 · бял топ на бяло поле f1 · бял цар на черно поле g1 | 2 |
| 1 | черен топ на бяло поле a8 · черен топ на черно поле f8 · черен цар на бяло поле g8 · черна пешка на черно поле a7 · черна пешка на бяло поле b7 · черна дама на черно поле e7 · черна пешка на бяло поле f7 · черна пешка на черно поле g7 · черна пешка на бяло поле h7 · черен кон на бяло поле c6 · черна пешка на бяло поле e6 · черен кон на черно поле f6 · черна пешка на черно поле d4 · бяла дама на бяло поле d3 · бяла пешка на бяло поле a2 · бял офицер на бяло поле c2 · бяла пешка на бяло поле g2 · бяла пешка на черно поле h2 · бял топ на черно поле a1 · бял топ на бяло поле f1 · бял цар на черно поле g1 | черен топ на бяло поле a8 · черен топ на черно поле f8 · черен цар на бяло поле g8 · черна пешка на черно поле a7 · черна пешка на бяло поле b7 · черна дама на черно поле e7 · черна пешка на бяло поле f7 · черна пешка на черно поле g7 · черна пешка на бяло поле h7 · черен кон на бяло поле c6 · черна пешка на бяло поле e6 · черен кон на черно поле f6 · черна пешка на черно поле d4 · бяла дама на бяло поле d3 · бяла пешка на бяло поле a2 · бял офицер на бяло поле c2 · бяла пешка на бяло поле g2 · бяла пешка на черно поле h2 · бял топ на черно поле a1 · бял топ на бяло поле f1 · бял цар на черно поле g1 | черен топ на бяло поле a8 · черен топ на черно поле f8 · черен цар на бяло поле g8 · черна пешка на черно поле a7 · черна пешка на бяло поле b7 · черна дама на черно поле e7 · черна пешка на бяло поле f7 · черна пешка на черно поле g7 · черна пешка на бяло поле h7 · черен кон на бяло поле c6 · черна пешка на бяло поле e6 · черен кон на черно поле f6 · черна пешка на черно поле d4 · бяла дама на бяло поле d3 · бяла пешка на бяло поле a2 · бял офицер на бяло поле c2 · бяла пешка на бяло поле g2 · бяла пешка на черно поле h2 · бял топ на черно поле a1 · бял топ на бяло поле f1 · бял цар на черно поле g1 | черен топ на бяло поле a8 · черен топ на черно поле f8 · черен цар на бяло поле g8 · черна пешка на черно поле a7 · черна пешка на бяло поле b7 · черна дама на черно поле e7 · черна пешка на бяло поле f7 · черна пешка на черно поле g7 · черна пешка на бяло поле h7 · черен кон на бяло поле c6 · черна пешка на бяло поле e6 · черен кон на черно поле f6 · черна пешка на черно поле d4 · бяла дама на бяло поле d3 · бяла пешка на бяло поле a2 · бял офицер на бяло поле c2 · бяла пешка на бяло поле g2 · бяла пешка на черно поле h2 · бял топ на черно поле a1 · бял топ на бяло поле f1 · бял цар на черно поле g1 | черен топ на бяло поле a8 · черен топ на черно поле f8 · черен цар на бяло поле g8 · черна пешка на черно поле a7 · черна пешка на бяло поле b7 · черна дама на черно поле e7 · черна пешка на бяло поле f7 · черна пешка на черно поле g7 · черна пешка на бяло поле h7 · черен кон на бяло поле c6 · черна пешка на бяло поле e6 · черен кон на черно поле f6 · черна пешка на черно поле d4 · бяла дама на бяло поле d3 · бяла пешка на бяло поле a2 · бял офицер на бяло поле c2 · бяла пешка на бяло поле g2 · бяла пешка на черно поле h2 · бял топ на черно поле a1 · бял топ на бяло поле f1 · бял цар на черно поле g1 | черен топ на бяло поле a8 · черен топ на черно поле f8 · черен цар на бяло поле g8 · черна пешка на черно поле a7 · черна пешка на бяло поле b7 · черна дама на черно поле e7 · черна пешка на бяло поле f7 · черна пешка на черно поле g7 · черна пешка на бяло поле h7 · черен кон на бяло поле c6 · черна пешка на бяло поле e6 · черен кон на черно поле f6 · черна пешка на черно поле d4 · бяла дама на бяло поле d3 · бяла пешка на бяло поле a2 · бял офицер на бяло поле c2 · бяла пешка на бяло поле g2 · бяла пешка на черно поле h2 · бял топ на черно поле a1 · бял топ на бяло поле f1 · бял цар на черно поле g1 | черен топ на бяло поле a8 · черен топ на черно поле f8 · черен цар на бяло поле g8 · черна пешка на черно поле a7 · черна пешка на бяло поле b7 · черна дама на черно поле e7 · черна пешка на бяло поле f7 · черна пешка на черно поле g7 · черна пешка на бяло поле h7 · черен кон на бяло поле c6 · черна пешка на бяло поле e6 · черен кон на черно поле f6 · черна пешка на черно поле d4 · бяла дама на бяло поле d3 · бяла пешка на бяло поле a2 · бял офицер на бяло поле c2 · бяла пешка на бяло поле g2 · бяла пешка на черно поле h2 · бял топ на черно поле a1 · бял топ на бяло поле f1 · бял цар на черно поле g1 | черен топ на бяло поле a8 · черен топ на черно поле f8 · черен цар на бяло поле g8 · черна пешка на черно поле a7 · черна пешка на бяло поле b7 · черна дама на черно поле e7 · черна пешка на бяло поле f7 · черна пешка на черно поле g7 · черна пешка на бяло поле h7 · черен кон на бяло поле c6 · черна пешка на бяло поле e6 · черен кон на черно поле f6 · черна пешка на черно поле d4 · бяла дама на бяло поле d3 · бяла пешка на бяло поле a2 · бял офицер на бяло поле c2 · бяла пешка на бяло поле g2 · бяла пешка на черно поле h2 · бял топ на черно поле a1 · бял топ на бяло поле f1 · бял цар на черно поле g1 | 1 |
|   | a | b | c | d | e | f | g | h |   |

В първата примерна позиция (диаграма 1), белите са заели диагонала b1–h7 с офицера на c2 и дамата на d3 и атакуват полето h7. Черният кон на f6 защитава това поле от мат. С хода 1. Тf1:f6 белите премахват защитната фигура. Черните нямат време да вземат на f6, защото трябва да играят 1. ... g7-g6, за да се спасят от мат (Дd3:h7#).
|   | a | b | c | d | e | f | g | h |   |
| 8 | черен офицер на бяло поле g8 · черен цар на черно поле h8 · черна пешка на бяло поле h7 · черна пешка на черно поле c5 · черен офицер на черно поле d4 · бяла дама на бяло поле g4 · бял офицер на черно поле g3 · черен топ на черно поле b2 · черна дама на бяло поле c2 · бяла пешка на бяло поле g2 · бяла пешка на черно поле h2 · бял топ на черно поле a1 · бял цар на бяло поле h1 | черен офицер на бяло поле g8 · черен цар на черно поле h8 · черна пешка на бяло поле h7 · черна пешка на черно поле c5 · черен офицер на черно поле d4 · бяла дама на бяло поле g4 · бял офицер на черно поле g3 · черен топ на черно поле b2 · черна дама на бяло поле c2 · бяла пешка на бяло поле g2 · бяла пешка на черно поле h2 · бял топ на черно поле a1 · бял цар на бяло поле h1 | черен офицер на бяло поле g8 · черен цар на черно поле h8 · черна пешка на бяло поле h7 · черна пешка на черно поле c5 · черен офицер на черно поле d4 · бяла дама на бяло поле g4 · бял офицер на черно поле g3 · черен топ на черно поле b2 · черна дама на бяло поле c2 · бяла пешка на бяло поле g2 · бяла пешка на черно поле h2 · бял топ на черно поле a1 · бял цар на бяло поле h1 | черен офицер на бяло поле g8 · черен цар на черно поле h8 · черна пешка на бяло поле h7 · черна пешка на черно поле c5 · черен офицер на черно поле d4 · бяла дама на бяло поле g4 · бял офицер на черно поле g3 · черен топ на черно поле b2 · черна дама на бяло поле c2 · бяла пешка на бяло поле g2 · бяла пешка на черно поле h2 · бял топ на черно поле a1 · бял цар на бяло поле h1 | черен офицер на бяло поле g8 · черен цар на черно поле h8 · черна пешка на бяло поле h7 · черна пешка на черно поле c5 · черен офицер на черно поле d4 · бяла дама на бяло поле g4 · бял офицер на черно поле g3 · черен топ на черно поле b2 · черна дама на бяло поле c2 · бяла пешка на бяло поле g2 · бяла пешка на черно поле h2 · бял топ на черно поле a1 · бял цар на бяло поле h1 | черен офицер на бяло поле g8 · черен цар на черно поле h8 · черна пешка на бяло поле h7 · черна пешка на черно поле c5 · черен офицер на черно поле d4 · бяла дама на бяло поле g4 · бял офицер на черно поле g3 · черен топ на черно поле b2 · черна дама на бяло поле c2 · бяла пешка на бяло поле g2 · бяла пешка на черно поле h2 · бял топ на черно поле a1 · бял цар на бяло поле h1 | черен офицер на бяло поле g8 · черен цар на черно поле h8 · черна пешка на бяло поле h7 · черна пешка на черно поле c5 · черен офицер на черно поле d4 · бяла дама на бяло поле g4 · бял офицер на черно поле g3 · черен топ на черно поле b2 · черна дама на бяло поле c2 · бяла пешка на бяло поле g2 · бяла пешка на черно поле h2 · бял топ на черно поле a1 · бял цар на бяло поле h1 | черен офицер на бяло поле g8 · черен цар на черно поле h8 · черна пешка на бяло поле h7 · черна пешка на черно поле c5 · черен офицер на черно поле d4 · бяла дама на бяло поле g4 · бял офицер на черно поле g3 · черен топ на черно поле b2 · черна дама на бяло поле c2 · бяла пешка на бяло поле g2 · бяла пешка на черно поле h2 · бял топ на черно поле a1 · бял цар на бяло поле h1 | 8 |
| 7 | черен офицер на бяло поле g8 · черен цар на черно поле h8 · черна пешка на бяло поле h7 · черна пешка на черно поле c5 · черен офицер на черно поле d4 · бяла дама на бяло поле g4 · бял офицер на черно поле g3 · черен топ на черно поле b2 · черна дама на бяло поле c2 · бяла пешка на бяло поле g2 · бяла пешка на черно поле h2 · бял топ на черно поле a1 · бял цар на бяло поле h1 | черен офицер на бяло поле g8 · черен цар на черно поле h8 · черна пешка на бяло поле h7 · черна пешка на черно поле c5 · черен офицер на черно поле d4 · бяла дама на бяло поле g4 · бял офицер на черно поле g3 · черен топ на черно поле b2 · черна дама на бяло поле c2 · бяла пешка на бяло поле g2 · бяла пешка на черно поле h2 · бял топ на черно поле a1 · бял цар на бяло поле h1 | черен офицер на бяло поле g8 · черен цар на черно поле h8 · черна пешка на бяло поле h7 · черна пешка на черно поле c5 · черен офицер на черно поле d4 · бяла дама на бяло поле g4 · бял офицер на черно поле g3 · черен топ на черно поле b2 · черна дама на бяло поле c2 · бяла пешка на бяло поле g2 · бяла пешка на черно поле h2 · бял топ на черно поле a1 · бял цар на бяло поле h1 | черен офицер на бяло поле g8 · черен цар на черно поле h8 · черна пешка на бяло поле h7 · черна пешка на черно поле c5 · черен офицер на черно поле d4 · бяла дама на бяло поле g4 · бял офицер на черно поле g3 · черен топ на черно поле b2 · черна дама на бяло поле c2 · бяла пешка на бяло поле g2 · бяла пешка на черно поле h2 · бял топ на черно поле a1 · бял цар на бяло поле h1 | черен офицер на бяло поле g8 · черен цар на черно поле h8 · черна пешка на бяло поле h7 · черна пешка на черно поле c5 · черен офицер на черно поле d4 · бяла дама на бяло поле g4 · бял офицер на черно поле g3 · черен топ на черно поле b2 · черна дама на бяло поле c2 · бяла пешка на бяло поле g2 · бяла пешка на черно поле h2 · бял топ на черно поле a1 · бял цар на бяло поле h1 | черен офицер на бяло поле g8 · черен цар на черно поле h8 · черна пешка на бяло поле h7 · черна пешка на черно поле c5 · черен офицер на черно поле d4 · бяла дама на бяло поле g4 · бял офицер на черно поле g3 · черен топ на черно поле b2 · черна дама на бяло поле c2 · бяла пешка на бяло поле g2 · бяла пешка на черно поле h2 · бял топ на черно поле a1 · бял цар на бяло поле h1 | черен офицер на бяло поле g8 · черен цар на черно поле h8 · черна пешка на бяло поле h7 · черна пешка на черно поле c5 · черен офицер на черно поле d4 · бяла дама на бяло поле g4 · бял офицер на черно поле g3 · черен топ на черно поле b2 · черна дама на бяло поле c2 · бяла пешка на бяло поле g2 · бяла пешка на черно поле h2 · бял топ на черно поле a1 · бял цар на бяло поле h1 | черен офицер на бяло поле g8 · черен цар на черно поле h8 · черна пешка на бяло поле h7 · черна пешка на черно поле c5 · черен офицер на черно поле d4 · бяла дама на бяло поле g4 · бял офицер на черно поле g3 · черен топ на черно поле b2 · черна дама на бяло поле c2 · бяла пешка на бяло поле g2 · бяла пешка на черно поле h2 · бял топ на черно поле a1 · бял цар на бяло поле h1 | 7 |
| 6 | черен офицер на бяло поле g8 · черен цар на черно поле h8 · черна пешка на бяло поле h7 · черна пешка на черно поле c5 · черен офицер на черно поле d4 · бяла дама на бяло поле g4 · бял офицер на черно поле g3 · черен топ на черно поле b2 · черна дама на бяло поле c2 · бяла пешка на бяло поле g2 · бяла пешка на черно поле h2 · бял топ на черно поле a1 · бял цар на бяло поле h1 | черен офицер на бяло поле g8 · черен цар на черно поле h8 · черна пешка на бяло поле h7 · черна пешка на черно поле c5 · черен офицер на черно поле d4 · бяла дама на бяло поле g4 · бял офицер на черно поле g3 · черен топ на черно поле b2 · черна дама на бяло поле c2 · бяла пешка на бяло поле g2 · бяла пешка на черно поле h2 · бял топ на черно поле a1 · бял цар на бяло поле h1 | черен офицер на бяло поле g8 · черен цар на черно поле h8 · черна пешка на бяло поле h7 · черна пешка на черно поле c5 · черен офицер на черно поле d4 · бяла дама на бяло поле g4 · бял офицер на черно поле g3 · черен топ на черно поле b2 · черна дама на бяло поле c2 · бяла пешка на бяло поле g2 · бяла пешка на черно поле h2 · бял топ на черно поле a1 · бял цар на бяло поле h1 | черен офицер на бяло поле g8 · черен цар на черно поле h8 · черна пешка на бяло поле h7 · черна пешка на черно поле c5 · черен офицер на черно поле d4 · бяла дама на бяло поле g4 · бял офицер на черно поле g3 · черен топ на черно поле b2 · черна дама на бяло поле c2 · бяла пешка на бяло поле g2 · бяла пешка на черно поле h2 · бял топ на черно поле a1 · бял цар на бяло поле h1 | черен офицер на бяло поле g8 · черен цар на черно поле h8 · черна пешка на бяло поле h7 · черна пешка на черно поле c5 · черен офицер на черно поле d4 · бяла дама на бяло поле g4 · бял офицер на черно поле g3 · черен топ на черно поле b2 · черна дама на бяло поле c2 · бяла пешка на бяло поле g2 · бяла пешка на черно поле h2 · бял топ на черно поле a1 · бял цар на бяло поле h1 | черен офицер на бяло поле g8 · черен цар на черно поле h8 · черна пешка на бяло поле h7 · черна пешка на черно поле c5 · черен офицер на черно поле d4 · бяла дама на бяло поле g4 · бял офицер на черно поле g3 · черен топ на черно поле b2 · черна дама на бяло поле c2 · бяла пешка на бяло поле g2 · бяла пешка на черно поле h2 · бял топ на черно поле a1 · бял цар на бяло поле h1 | черен офицер на бяло поле g8 · черен цар на черно поле h8 · черна пешка на бяло поле h7 · черна пешка на черно поле c5 · черен офицер на черно поле d4 · бяла дама на бяло поле g4 · бял офицер на черно поле g3 · черен топ на черно поле b2 · черна дама на бяло поле c2 · бяла пешка на бяло поле g2 · бяла пешка на черно поле h2 · бял топ на черно поле a1 · бял цар на бяло поле h1 | черен офицер на бяло поле g8 · черен цар на черно поле h8 · черна пешка на бяло поле h7 · черна пешка на черно поле c5 · черен офицер на черно поле d4 · бяла дама на бяло поле g4 · бял офицер на черно поле g3 · черен топ на черно поле b2 · черна дама на бяло поле c2 · бяла пешка на бяло поле g2 · бяла пешка на черно поле h2 · бял топ на черно поле a1 · бял цар на бяло поле h1 | 6 |
| 5 | черен офицер на бяло поле g8 · черен цар на черно поле h8 · черна пешка на бяло поле h7 · черна пешка на черно поле c5 · черен офицер на черно поле d4 · бяла дама на бяло поле g4 · бял офицер на черно поле g3 · черен топ на черно поле b2 · черна дама на бяло поле c2 · бяла пешка на бяло поле g2 · бяла пешка на черно поле h2 · бял топ на черно поле a1 · бял цар на бяло поле h1 | черен офицер на бяло поле g8 · черен цар на черно поле h8 · черна пешка на бяло поле h7 · черна пешка на черно поле c5 · черен офицер на черно поле d4 · бяла дама на бяло поле g4 · бял офицер на черно поле g3 · черен топ на черно поле b2 · черна дама на бяло поле c2 · бяла пешка на бяло поле g2 · бяла пешка на черно поле h2 · бял топ на черно поле a1 · бял цар на бяло поле h1 | черен офицер на бяло поле g8 · черен цар на черно поле h8 · черна пешка на бяло поле h7 · черна пешка на черно поле c5 · черен офицер на черно поле d4 · бяла дама на бяло поле g4 · бял офицер на черно поле g3 · черен топ на черно поле b2 · черна дама на бяло поле c2 · бяла пешка на бяло поле g2 · бяла пешка на черно поле h2 · бял топ на черно поле a1 · бял цар на бяло поле h1 | черен офицер на бяло поле g8 · черен цар на черно поле h8 · черна пешка на бяло поле h7 · черна пешка на черно поле c5 · черен офицер на черно поле d4 · бяла дама на бяло поле g4 · бял офицер на черно поле g3 · черен топ на черно поле b2 · черна дама на бяло поле c2 · бяла пешка на бяло поле g2 · бяла пешка на черно поле h2 · бял топ на черно поле a1 · бял цар на бяло поле h1 | черен офицер на бяло поле g8 · черен цар на черно поле h8 · черна пешка на бяло поле h7 · черна пешка на черно поле c5 · черен офицер на черно поле d4 · бяла дама на бяло поле g4 · бял офицер на черно поле g3 · черен топ на черно поле b2 · черна дама на бяло поле c2 · бяла пешка на бяло поле g2 · бяла пешка на черно поле h2 · бял топ на черно поле a1 · бял цар на бяло поле h1 | черен офицер на бяло поле g8 · черен цар на черно поле h8 · черна пешка на бяло поле h7 · черна пешка на черно поле c5 · черен офицер на черно поле d4 · бяла дама на бяло поле g4 · бял офицер на черно поле g3 · черен топ на черно поле b2 · черна дама на бяло поле c2 · бяла пешка на бяло поле g2 · бяла пешка на черно поле h2 · бял топ на черно поле a1 · бял цар на бяло поле h1 | черен офицер на бяло поле g8 · черен цар на черно поле h8 · черна пешка на бяло поле h7 · черна пешка на черно поле c5 · черен офицер на черно поле d4 · бяла дама на бяло поле g4 · бял офицер на черно поле g3 · черен топ на черно поле b2 · черна дама на бяло поле c2 · бяла пешка на бяло поле g2 · бяла пешка на черно поле h2 · бял топ на черно поле a1 · бял цар на бяло поле h1 | черен офицер на бяло поле g8 · черен цар на черно поле h8 · черна пешка на бяло поле h7 · черна пешка на черно поле c5 · черен офицер на черно поле d4 · бяла дама на бяло поле g4 · бял офицер на черно поле g3 · черен топ на черно поле b2 · черна дама на бяло поле c2 · бяла пешка на бяло поле g2 · бяла пешка на черно поле h2 · бял топ на черно поле a1 · бял цар на бяло поле h1 | 5 |
| 4 | черен офицер на бяло поле g8 · черен цар на черно поле h8 · черна пешка на бяло поле h7 · черна пешка на черно поле c5 · черен офицер на черно поле d4 · бяла дама на бяло поле g4 · бял офицер на черно поле g3 · черен топ на черно поле b2 · черна дама на бяло поле c2 · бяла пешка на бяло поле g2 · бяла пешка на черно поле h2 · бял топ на черно поле a1 · бял цар на бяло поле h1 | черен офицер на бяло поле g8 · черен цар на черно поле h8 · черна пешка на бяло поле h7 · черна пешка на черно поле c5 · черен офицер на черно поле d4 · бяла дама на бяло поле g4 · бял офицер на черно поле g3 · черен топ на черно поле b2 · черна дама на бяло поле c2 · бяла пешка на бяло поле g2 · бяла пешка на черно поле h2 · бял топ на черно поле a1 · бял цар на бяло поле h1 | черен офицер на бяло поле g8 · черен цар на черно поле h8 · черна пешка на бяло поле h7 · черна пешка на черно поле c5 · черен офицер на черно поле d4 · бяла дама на бяло поле g4 · бял офицер на черно поле g3 · черен топ на черно поле b2 · черна дама на бяло поле c2 · бяла пешка на бяло поле g2 · бяла пешка на черно поле h2 · бял топ на черно поле a1 · бял цар на бяло поле h1 | черен офицер на бяло поле g8 · черен цар на черно поле h8 · черна пешка на бяло поле h7 · черна пешка на черно поле c5 · черен офицер на черно поле d4 · бяла дама на бяло поле g4 · бял офицер на черно поле g3 · черен топ на черно поле b2 · черна дама на бяло поле c2 · бяла пешка на бяло поле g2 · бяла пешка на черно поле h2 · бял топ на черно поле a1 · бял цар на бяло поле h1 | черен офицер на бяло поле g8 · черен цар на черно поле h8 · черна пешка на бяло поле h7 · черна пешка на черно поле c5 · черен офицер на черно поле d4 · бяла дама на бяло поле g4 · бял офицер на черно поле g3 · черен топ на черно поле b2 · черна дама на бяло поле c2 · бяла пешка на бяло поле g2 · бяла пешка на черно поле h2 · бял топ на черно поле a1 · бял цар на бяло поле h1 | черен офицер на бяло поле g8 · черен цар на черно поле h8 · черна пешка на бяло поле h7 · черна пешка на черно поле c5 · черен офицер на черно поле d4 · бяла дама на бяло поле g4 · бял офицер на черно поле g3 · черен топ на черно поле b2 · черна дама на бяло поле c2 · бяла пешка на бяло поле g2 · бяла пешка на черно поле h2 · бял топ на черно поле a1 · бял цар на бяло поле h1 | черен офицер на бяло поле g8 · черен цар на черно поле h8 · черна пешка на бяло поле h7 · черна пешка на черно поле c5 · черен офицер на черно поле d4 · бяла дама на бяло поле g4 · бял офицер на черно поле g3 · черен топ на черно поле b2 · черна дама на бяло поле c2 · бяла пешка на бяло поле g2 · бяла пешка на черно поле h2 · бял топ на черно поле a1 · бял цар на бяло поле h1 | черен офицер на бяло поле g8 · черен цар на черно поле h8 · черна пешка на бяло поле h7 · черна пешка на черно поле c5 · черен офицер на черно поле d4 · бяла дама на бяло поле g4 · бял офицер на черно поле g3 · черен топ на черно поле b2 · черна дама на бяло поле c2 · бяла пешка на бяло поле g2 · бяла пешка на черно поле h2 · бял топ на черно поле a1 · бял цар на бяло поле h1 | 4 |
| 3 | черен офицер на бяло поле g8 · черен цар на черно поле h8 · черна пешка на бяло поле h7 · черна пешка на черно поле c5 · черен офицер на черно поле d4 · бяла дама на бяло поле g4 · бял офицер на черно поле g3 · черен топ на черно поле b2 · черна дама на бяло поле c2 · бяла пешка на бяло поле g2 · бяла пешка на черно поле h2 · бял топ на черно поле a1 · бял цар на бяло поле h1 | черен офицер на бяло поле g8 · черен цар на черно поле h8 · черна пешка на бяло поле h7 · черна пешка на черно поле c5 · черен офицер на черно поле d4 · бяла дама на бяло поле g4 · бял офицер на черно поле g3 · черен топ на черно поле b2 · черна дама на бяло поле c2 · бяла пешка на бяло поле g2 · бяла пешка на черно поле h2 · бял топ на черно поле a1 · бял цар на бяло поле h1 | черен офицер на бяло поле g8 · черен цар на черно поле h8 · черна пешка на бяло поле h7 · черна пешка на черно поле c5 · черен офицер на черно поле d4 · бяла дама на бяло поле g4 · бял офицер на черно поле g3 · черен топ на черно поле b2 · черна дама на бяло поле c2 · бяла пешка на бяло поле g2 · бяла пешка на черно поле h2 · бял топ на черно поле a1 · бял цар на бяло поле h1 | черен офицер на бяло поле g8 · черен цар на черно поле h8 · черна пешка на бяло поле h7 · черна пешка на черно поле c5 · черен офицер на черно поле d4 · бяла дама на бяло поле g4 · бял офицер на черно поле g3 · черен топ на черно поле b2 · черна дама на бяло поле c2 · бяла пешка на бяло поле g2 · бяла пешка на черно поле h2 · бял топ на черно поле a1 · бял цар на бяло поле h1 | черен офицер на бяло поле g8 · черен цар на черно поле h8 · черна пешка на бяло поле h7 · черна пешка на черно поле c5 · черен офицер на черно поле d4 · бяла дама на бяло поле g4 · бял офицер на черно поле g3 · черен топ на черно поле b2 · черна дама на бяло поле c2 · бяла пешка на бяло поле g2 · бяла пешка на черно поле h2 · бял топ на черно поле a1 · бял цар на бяло поле h1 | черен офицер на бяло поле g8 · черен цар на черно поле h8 · черна пешка на бяло поле h7 · черна пешка на черно поле c5 · черен офицер на черно поле d4 · бяла дама на бяло поле g4 · бял офицер на черно поле g3 · черен топ на черно поле b2 · черна дама на бяло поле c2 · бяла пешка на бяло поле g2 · бяла пешка на черно поле h2 · бял топ на черно поле a1 · бял цар на бяло поле h1 | черен офицер на бяло поле g8 · черен цар на черно поле h8 · черна пешка на бяло поле h7 · черна пешка на черно поле c5 · черен офицер на черно поле d4 · бяла дама на бяло поле g4 · бял офицер на черно поле g3 · черен топ на черно поле b2 · черна дама на бяло поле c2 · бяла пешка на бяло поле g2 · бяла пешка на черно поле h2 · бял топ на черно поле a1 · бял цар на бяло поле h1 | черен офицер на бяло поле g8 · черен цар на черно поле h8 · черна пешка на бяло поле h7 · черна пешка на черно поле c5 · черен офицер на черно поле d4 · бяла дама на бяло поле g4 · бял офицер на черно поле g3 · черен топ на черно поле b2 · черна дама на бяло поле c2 · бяла пешка на бяло поле g2 · бяла пешка на черно поле h2 · бял топ на черно поле a1 · бял цар на бяло поле h1 | 3 |
| 2 | черен офицер на бяло поле g8 · черен цар на черно поле h8 · черна пешка на бяло поле h7 · черна пешка на черно поле c5 · черен офицер на черно поле d4 · бяла дама на бяло поле g4 · бял офицер на черно поле g3 · черен топ на черно поле b2 · черна дама на бяло поле c2 · бяла пешка на бяло поле g2 · бяла пешка на черно поле h2 · бял топ на черно поле a1 · бял цар на бяло поле h1 | черен офицер на бяло поле g8 · черен цар на черно поле h8 · черна пешка на бяло поле h7 · черна пешка на черно поле c5 · черен офицер на черно поле d4 · бяла дама на бяло поле g4 · бял офицер на черно поле g3 · черен топ на черно поле b2 · черна дама на бяло поле c2 · бяла пешка на бяло поле g2 · бяла пешка на черно поле h2 · бял топ на черно поле a1 · бял цар на бяло поле h1 | черен офицер на бяло поле g8 · черен цар на черно поле h8 · черна пешка на бяло поле h7 · черна пешка на черно поле c5 · черен офицер на черно поле d4 · бяла дама на бяло поле g4 · бял офицер на черно поле g3 · черен топ на черно поле b2 · черна дама на бяло поле c2 · бяла пешка на бяло поле g2 · бяла пешка на черно поле h2 · бял топ на черно поле a1 · бял цар на бяло поле h1 | черен офицер на бяло поле g8 · черен цар на черно поле h8 · черна пешка на бяло поле h7 · черна пешка на черно поле c5 · черен офицер на черно поле d4 · бяла дама на бяло поле g4 · бял офицер на черно поле g3 · черен топ на черно поле b2 · черна дама на бяло поле c2 · бяла пешка на бяло поле g2 · бяла пешка на черно поле h2 · бял топ на черно поле a1 · бял цар на бяло поле h1 | черен офицер на бяло поле g8 · черен цар на черно поле h8 · черна пешка на бяло поле h7 · черна пешка на черно поле c5 · черен офицер на черно поле d4 · бяла дама на бяло поле g4 · бял офицер на черно поле g3 · черен топ на черно поле b2 · черна дама на бяло поле c2 · бяла пешка на бяло поле g2 · бяла пешка на черно поле h2 · бял топ на черно поле a1 · бял цар на бяло поле h1 | черен офицер на бяло поле g8 · черен цар на черно поле h8 · черна пешка на бяло поле h7 · черна пешка на черно поле c5 · черен офицер на черно поле d4 · бяла дама на бяло поле g4 · бял офицер на черно поле g3 · черен топ на черно поле b2 · черна дама на бяло поле c2 · бяла пешка на бяло поле g2 · бяла пешка на черно поле h2 · бял топ на черно поле a1 · бял цар на бяло поле h1 | черен офицер на бяло поле g8 · черен цар на черно поле h8 · черна пешка на бяло поле h7 · черна пешка на черно поле c5 · черен офицер на черно поле d4 · бяла дама на бяло поле g4 · бял офицер на черно поле g3 · черен топ на черно поле b2 · черна дама на бяло поле c2 · бяла пешка на бяло поле g2 · бяла пешка на черно поле h2 · бял топ на черно поле a1 · бял цар на бяло поле h1 | черен офицер на бяло поле g8 · черен цар на черно поле h8 · черна пешка на бяло поле h7 · черна пешка на черно поле c5 · черен офицер на черно поле d4 · бяла дама на бяло поле g4 · бял офицер на черно поле g3 · черен топ на черно поле b2 · черна дама на бяло поле c2 · бяла пешка на бяло поле g2 · бяла пешка на черно поле h2 · бял топ на черно поле a1 · бял цар на бяло поле h1 | 2 |
| 1 | черен офицер на бяло поле g8 · черен цар на черно поле h8 · черна пешка на бяло поле h7 · черна пешка на черно поле c5 · черен офицер на черно поле d4 · бяла дама на бяло поле g4 · бял офицер на черно поле g3 · черен топ на черно поле b2 · черна дама на бяло поле c2 · бяла пешка на бяло поле g2 · бяла пешка на черно поле h2 · бял топ на черно поле a1 · бял цар на бяло поле h1 | черен офицер на бяло поле g8 · черен цар на черно поле h8 · черна пешка на бяло поле h7 · черна пешка на черно поле c5 · черен офицер на черно поле d4 · бяла дама на бяло поле g4 · бял офицер на черно поле g3 · черен топ на черно поле b2 · черна дама на бяло поле c2 · бяла пешка на бяло поле g2 · бяла пешка на черно поле h2 · бял топ на черно поле a1 · бял цар на бяло поле h1 | черен офицер на бяло поле g8 · черен цар на черно поле h8 · черна пешка на бяло поле h7 · черна пешка на черно поле c5 · черен офицер на черно поле d4 · бяла дама на бяло поле g4 · бял офицер на черно поле g3 · черен топ на черно поле b2 · черна дама на бяло поле c2 · бяла пешка на бяло поле g2 · бяла пешка на черно поле h2 · бял топ на черно поле a1 · бял цар на бяло поле h1 | черен офицер на бяло поле g8 · черен цар на черно поле h8 · черна пешка на бяло поле h7 · черна пешка на черно поле c5 · черен офицер на черно поле d4 · бяла дама на бяло поле g4 · бял офицер на черно поле g3 · черен топ на черно поле b2 · черна дама на бяло поле c2 · бяла пешка на бяло поле g2 · бяла пешка на черно поле h2 · бял топ на черно поле a1 · бял цар на бяло поле h1 | черен офицер на бяло поле g8 · черен цар на черно поле h8 · черна пешка на бяло поле h7 · черна пешка на черно поле c5 · черен офицер на черно поле d4 · бяла дама на бяло поле g4 · бял офицер на черно поле g3 · черен топ на черно поле b2 · черна дама на бяло поле c2 · бяла пешка на бяло поле g2 · бяла пешка на черно поле h2 · бял топ на черно поле a1 · бял цар на бяло поле h1 | черен офицер на бяло поле g8 · черен цар на черно поле h8 · черна пешка на бяло поле h7 · черна пешка на черно поле c5 · черен офицер на черно поле d4 · бяла дама на бяло поле g4 · бял офицер на черно поле g3 · черен топ на черно поле b2 · черна дама на бяло поле c2 · бяла пешка на бяло поле g2 · бяла пешка на черно поле h2 · бял топ на черно поле a1 · бял цар на бяло поле h1 | черен офицер на бяло поле g8 · черен цар на черно поле h8 · черна пешка на бяло поле h7 · черна пешка на черно поле c5 · черен офицер на черно поле d4 · бяла дама на бяло поле g4 · бял офицер на черно поле g3 · черен топ на черно поле b2 · черна дама на бяло поле c2 · бяла пешка на бяло поле g2 · бяла пешка на черно поле h2 · бял топ на черно поле a1 · бял цар на бяло поле h1 | черен офицер на бяло поле g8 · черен цар на черно поле h8 · черна пешка на бяло поле h7 · черна пешка на черно поле c5 · черен офицер на черно поле d4 · бяла дама на бяло поле g4 · бял офицер на черно поле g3 · черен топ на черно поле b2 · черна дама на бяло поле c2 · бяла пешка на бяло поле g2 · бяла пешка на черно поле h2 · бял топ на черно поле a1 · бял цар на бяло поле h1 | 1 |
|   | a | b | c | d | e | f | g | h |   |

Във втория пример (диаграма 2), черните са изградили атака срещу белия цар и заплашват Д:g2#, но белите са на ход и предотвратяват заплахата с форсирана контраатака, която унищожава единствения защитник на диагонала a1–h8 към затворения черен цар 1. Дg4:d4+!! c5:d4 2. Оg3–e5#! и завършва с мат. 
|   | a | b | c | d | e | f | g | h |   |
| 8 | черен топ на бяло поле c8 · черна дама на черно поле f8 · черен цар на бяло поле g8 · черен топ на черно поле a7 · черна пешка на бяло поле f7 · черна пешка на бяло поле h7 · черен офицер на бяло поле a6 · черна пешка на бяло поле e6 · бял офицер на черно поле f6 · черна пешка на бяло поле g6 · бяла дама на черно поле h6 · черен кон на черно поле a5 · бяла пешка на черно поле e5 · бяла пешка на бяло поле h5 · черна пешка на бяло поле a4 · черна пешка на черно поле d4 · бял топ на черно поле h4 · бяла пешка на черно поле a3 · бяла пешка на черно поле g3 · черна пешка на бяло поле c2 · бяла пешка на черно поле f2 · бял офицер на бяло поле g2 · бял топ на черно поле a1 · бял цар на черно поле g1 | черен топ на бяло поле c8 · черна дама на черно поле f8 · черен цар на бяло поле g8 · черен топ на черно поле a7 · черна пешка на бяло поле f7 · черна пешка на бяло поле h7 · черен офицер на бяло поле a6 · черна пешка на бяло поле e6 · бял офицер на черно поле f6 · черна пешка на бяло поле g6 · бяла дама на черно поле h6 · черен кон на черно поле a5 · бяла пешка на черно поле e5 · бяла пешка на бяло поле h5 · черна пешка на бяло поле a4 · черна пешка на черно поле d4 · бял топ на черно поле h4 · бяла пешка на черно поле a3 · бяла пешка на черно поле g3 · черна пешка на бяло поле c2 · бяла пешка на черно поле f2 · бял офицер на бяло поле g2 · бял топ на черно поле a1 · бял цар на черно поле g1 | черен топ на бяло поле c8 · черна дама на черно поле f8 · черен цар на бяло поле g8 · черен топ на черно поле a7 · черна пешка на бяло поле f7 · черна пешка на бяло поле h7 · черен офицер на бяло поле a6 · черна пешка на бяло поле e6 · бял офицер на черно поле f6 · черна пешка на бяло поле g6 · бяла дама на черно поле h6 · черен кон на черно поле a5 · бяла пешка на черно поле e5 · бяла пешка на бяло поле h5 · черна пешка на бяло поле a4 · черна пешка на черно поле d4 · бял топ на черно поле h4 · бяла пешка на черно поле a3 · бяла пешка на черно поле g3 · черна пешка на бяло поле c2 · бяла пешка на черно поле f2 · бял офицер на бяло поле g2 · бял топ на черно поле a1 · бял цар на черно поле g1 | черен топ на бяло поле c8 · черна дама на черно поле f8 · черен цар на бяло поле g8 · черен топ на черно поле a7 · черна пешка на бяло поле f7 · черна пешка на бяло поле h7 · черен офицер на бяло поле a6 · черна пешка на бяло поле e6 · бял офицер на черно поле f6 · черна пешка на бяло поле g6 · бяла дама на черно поле h6 · черен кон на черно поле a5 · бяла пешка на черно поле e5 · бяла пешка на бяло поле h5 · черна пешка на бяло поле a4 · черна пешка на черно поле d4 · бял топ на черно поле h4 · бяла пешка на черно поле a3 · бяла пешка на черно поле g3 · черна пешка на бяло поле c2 · бяла пешка на черно поле f2 · бял офицер на бяло поле g2 · бял топ на черно поле a1 · бял цар на черно поле g1 | черен топ на бяло поле c8 · черна дама на черно поле f8 · черен цар на бяло поле g8 · черен топ на черно поле a7 · черна пешка на бяло поле f7 · черна пешка на бяло поле h7 · черен офицер на бяло поле a6 · черна пешка на бяло поле e6 · бял офицер на черно поле f6 · черна пешка на бяло поле g6 · бяла дама на черно поле h6 · черен кон на черно поле a5 · бяла пешка на черно поле e5 · бяла пешка на бяло поле h5 · черна пешка на бяло поле a4 · черна пешка на черно поле d4 · бял топ на черно поле h4 · бяла пешка на черно поле a3 · бяла пешка на черно поле g3 · черна пешка на бяло поле c2 · бяла пешка на черно поле f2 · бял офицер на бяло поле g2 · бял топ на черно поле a1 · бял цар на черно поле g1 | черен топ на бяло поле c8 · черна дама на черно поле f8 · черен цар на бяло поле g8 · черен топ на черно поле a7 · черна пешка на бяло поле f7 · черна пешка на бяло поле h7 · черен офицер на бяло поле a6 · черна пешка на бяло поле e6 · бял офицер на черно поле f6 · черна пешка на бяло поле g6 · бяла дама на черно поле h6 · черен кон на черно поле a5 · бяла пешка на черно поле e5 · бяла пешка на бяло поле h5 · черна пешка на бяло поле a4 · черна пешка на черно поле d4 · бял топ на черно поле h4 · бяла пешка на черно поле a3 · бяла пешка на черно поле g3 · черна пешка на бяло поле c2 · бяла пешка на черно поле f2 · бял офицер на бяло поле g2 · бял топ на черно поле a1 · бял цар на черно поле g1 | черен топ на бяло поле c8 · черна дама на черно поле f8 · черен цар на бяло поле g8 · черен топ на черно поле a7 · черна пешка на бяло поле f7 · черна пешка на бяло поле h7 · черен офицер на бяло поле a6 · черна пешка на бяло поле e6 · бял офицер на черно поле f6 · черна пешка на бяло поле g6 · бяла дама на черно поле h6 · черен кон на черно поле a5 · бяла пешка на черно поле e5 · бяла пешка на бяло поле h5 · черна пешка на бяло поле a4 · черна пешка на черно поле d4 · бял топ на черно поле h4 · бяла пешка на черно поле a3 · бяла пешка на черно поле g3 · черна пешка на бяло поле c2 · бяла пешка на черно поле f2 · бял офицер на бяло поле g2 · бял топ на черно поле a1 · бял цар на черно поле g1 | черен топ на бяло поле c8 · черна дама на черно поле f8 · черен цар на бяло поле g8 · черен топ на черно поле a7 · черна пешка на бяло поле f7 · черна пешка на бяло поле h7 · черен офицер на бяло поле a6 · черна пешка на бяло поле e6 · бял офицер на черно поле f6 · черна пешка на бяло поле g6 · бяла дама на черно поле h6 · черен кон на черно поле a5 · бяла пешка на черно поле e5 · бяла пешка на бяло поле h5 · черна пешка на бяло поле a4 · черна пешка на черно поле d4 · бял топ на черно поле h4 · бяла пешка на черно поле a3 · бяла пешка на черно поле g3 · черна пешка на бяло поле c2 · бяла пешка на черно поле f2 · бял офицер на бяло поле g2 · бял топ на черно поле a1 · бял цар на черно поле g1 | 8 |
| 7 | черен топ на бяло поле c8 · черна дама на черно поле f8 · черен цар на бяло поле g8 · черен топ на черно поле a7 · черна пешка на бяло поле f7 · черна пешка на бяло поле h7 · черен офицер на бяло поле a6 · черна пешка на бяло поле e6 · бял офицер на черно поле f6 · черна пешка на бяло поле g6 · бяла дама на черно поле h6 · черен кон на черно поле a5 · бяла пешка на черно поле e5 · бяла пешка на бяло поле h5 · черна пешка на бяло поле a4 · черна пешка на черно поле d4 · бял топ на черно поле h4 · бяла пешка на черно поле a3 · бяла пешка на черно поле g3 · черна пешка на бяло поле c2 · бяла пешка на черно поле f2 · бял офицер на бяло поле g2 · бял топ на черно поле a1 · бял цар на черно поле g1 | черен топ на бяло поле c8 · черна дама на черно поле f8 · черен цар на бяло поле g8 · черен топ на черно поле a7 · черна пешка на бяло поле f7 · черна пешка на бяло поле h7 · черен офицер на бяло поле a6 · черна пешка на бяло поле e6 · бял офицер на черно поле f6 · черна пешка на бяло поле g6 · бяла дама на черно поле h6 · черен кон на черно поле a5 · бяла пешка на черно поле e5 · бяла пешка на бяло поле h5 · черна пешка на бяло поле a4 · черна пешка на черно поле d4 · бял топ на черно поле h4 · бяла пешка на черно поле a3 · бяла пешка на черно поле g3 · черна пешка на бяло поле c2 · бяла пешка на черно поле f2 · бял офицер на бяло поле g2 · бял топ на черно поле a1 · бял цар на черно поле g1 | черен топ на бяло поле c8 · черна дама на черно поле f8 · черен цар на бяло поле g8 · черен топ на черно поле a7 · черна пешка на бяло поле f7 · черна пешка на бяло поле h7 · черен офицер на бяло поле a6 · черна пешка на бяло поле e6 · бял офицер на черно поле f6 · черна пешка на бяло поле g6 · бяла дама на черно поле h6 · черен кон на черно поле a5 · бяла пешка на черно поле e5 · бяла пешка на бяло поле h5 · черна пешка на бяло поле a4 · черна пешка на черно поле d4 · бял топ на черно поле h4 · бяла пешка на черно поле a3 · бяла пешка на черно поле g3 · черна пешка на бяло поле c2 · бяла пешка на черно поле f2 · бял офицер на бяло поле g2 · бял топ на черно поле a1 · бял цар на черно поле g1 | черен топ на бяло поле c8 · черна дама на черно поле f8 · черен цар на бяло поле g8 · черен топ на черно поле a7 · черна пешка на бяло поле f7 · черна пешка на бяло поле h7 · черен офицер на бяло поле a6 · черна пешка на бяло поле e6 · бял офицер на черно поле f6 · черна пешка на бяло поле g6 · бяла дама на черно поле h6 · черен кон на черно поле a5 · бяла пешка на черно поле e5 · бяла пешка на бяло поле h5 · черна пешка на бяло поле a4 · черна пешка на черно поле d4 · бял топ на черно поле h4 · бяла пешка на черно поле a3 · бяла пешка на черно поле g3 · черна пешка на бяло поле c2 · бяла пешка на черно поле f2 · бял офицер на бяло поле g2 · бял топ на черно поле a1 · бял цар на черно поле g1 | черен топ на бяло поле c8 · черна дама на черно поле f8 · черен цар на бяло поле g8 · черен топ на черно поле a7 · черна пешка на бяло поле f7 · черна пешка на бяло поле h7 · черен офицер на бяло поле a6 · черна пешка на бяло поле e6 · бял офицер на черно поле f6 · черна пешка на бяло поле g6 · бяла дама на черно поле h6 · черен кон на черно поле a5 · бяла пешка на черно поле e5 · бяла пешка на бяло поле h5 · черна пешка на бяло поле a4 · черна пешка на черно поле d4 · бял топ на черно поле h4 · бяла пешка на черно поле a3 · бяла пешка на черно поле g3 · черна пешка на бяло поле c2 · бяла пешка на черно поле f2 · бял офицер на бяло поле g2 · бял топ на черно поле a1 · бял цар на черно поле g1 | черен топ на бяло поле c8 · черна дама на черно поле f8 · черен цар на бяло поле g8 · черен топ на черно поле a7 · черна пешка на бяло поле f7 · черна пешка на бяло поле h7 · черен офицер на бяло поле a6 · черна пешка на бяло поле e6 · бял офицер на черно поле f6 · черна пешка на бяло поле g6 · бяла дама на черно поле h6 · черен кон на черно поле a5 · бяла пешка на черно поле e5 · бяла пешка на бяло поле h5 · черна пешка на бяло поле a4 · черна пешка на черно поле d4 · бял топ на черно поле h4 · бяла пешка на черно поле a3 · бяла пешка на черно поле g3 · черна пешка на бяло поле c2 · бяла пешка на черно поле f2 · бял офицер на бяло поле g2 · бял топ на черно поле a1 · бял цар на черно поле g1 | черен топ на бяло поле c8 · черна дама на черно поле f8 · черен цар на бяло поле g8 · черен топ на черно поле a7 · черна пешка на бяло поле f7 · черна пешка на бяло поле h7 · черен офицер на бяло поле a6 · черна пешка на бяло поле e6 · бял офицер на черно поле f6 · черна пешка на бяло поле g6 · бяла дама на черно поле h6 · черен кон на черно поле a5 · бяла пешка на черно поле e5 · бяла пешка на бяло поле h5 · черна пешка на бяло поле a4 · черна пешка на черно поле d4 · бял топ на черно поле h4 · бяла пешка на черно поле a3 · бяла пешка на черно поле g3 · черна пешка на бяло поле c2 · бяла пешка на черно поле f2 · бял офицер на бяло поле g2 · бял топ на черно поле a1 · бял цар на черно поле g1 | черен топ на бяло поле c8 · черна дама на черно поле f8 · черен цар на бяло поле g8 · черен топ на черно поле a7 · черна пешка на бяло поле f7 · черна пешка на бяло поле h7 · черен офицер на бяло поле a6 · черна пешка на бяло поле e6 · бял офицер на черно поле f6 · черна пешка на бяло поле g6 · бяла дама на черно поле h6 · черен кон на черно поле a5 · бяла пешка на черно поле e5 · бяла пешка на бяло поле h5 · черна пешка на бяло поле a4 · черна пешка на черно поле d4 · бял топ на черно поле h4 · бяла пешка на черно поле a3 · бяла пешка на черно поле g3 · черна пешка на бяло поле c2 · бяла пешка на черно поле f2 · бял офицер на бяло поле g2 · бял топ на черно поле a1 · бял цар на черно поле g1 | 7 |
| 6 | черен топ на бяло поле c8 · черна дама на черно поле f8 · черен цар на бяло поле g8 · черен топ на черно поле a7 · черна пешка на бяло поле f7 · черна пешка на бяло поле h7 · черен офицер на бяло поле a6 · черна пешка на бяло поле e6 · бял офицер на черно поле f6 · черна пешка на бяло поле g6 · бяла дама на черно поле h6 · черен кон на черно поле a5 · бяла пешка на черно поле e5 · бяла пешка на бяло поле h5 · черна пешка на бяло поле a4 · черна пешка на черно поле d4 · бял топ на черно поле h4 · бяла пешка на черно поле a3 · бяла пешка на черно поле g3 · черна пешка на бяло поле c2 · бяла пешка на черно поле f2 · бял офицер на бяло поле g2 · бял топ на черно поле a1 · бял цар на черно поле g1 | черен топ на бяло поле c8 · черна дама на черно поле f8 · черен цар на бяло поле g8 · черен топ на черно поле a7 · черна пешка на бяло поле f7 · черна пешка на бяло поле h7 · черен офицер на бяло поле a6 · черна пешка на бяло поле e6 · бял офицер на черно поле f6 · черна пешка на бяло поле g6 · бяла дама на черно поле h6 · черен кон на черно поле a5 · бяла пешка на черно поле e5 · бяла пешка на бяло поле h5 · черна пешка на бяло поле a4 · черна пешка на черно поле d4 · бял топ на черно поле h4 · бяла пешка на черно поле a3 · бяла пешка на черно поле g3 · черна пешка на бяло поле c2 · бяла пешка на черно поле f2 · бял офицер на бяло поле g2 · бял топ на черно поле a1 · бял цар на черно поле g1 | черен топ на бяло поле c8 · черна дама на черно поле f8 · черен цар на бяло поле g8 · черен топ на черно поле a7 · черна пешка на бяло поле f7 · черна пешка на бяло поле h7 · черен офицер на бяло поле a6 · черна пешка на бяло поле e6 · бял офицер на черно поле f6 · черна пешка на бяло поле g6 · бяла дама на черно поле h6 · черен кон на черно поле a5 · бяла пешка на черно поле e5 · бяла пешка на бяло поле h5 · черна пешка на бяло поле a4 · черна пешка на черно поле d4 · бял топ на черно поле h4 · бяла пешка на черно поле a3 · бяла пешка на черно поле g3 · черна пешка на бяло поле c2 · бяла пешка на черно поле f2 · бял офицер на бяло поле g2 · бял топ на черно поле a1 · бял цар на черно поле g1 | черен топ на бяло поле c8 · черна дама на черно поле f8 · черен цар на бяло поле g8 · черен топ на черно поле a7 · черна пешка на бяло поле f7 · черна пешка на бяло поле h7 · черен офицер на бяло поле a6 · черна пешка на бяло поле e6 · бял офицер на черно поле f6 · черна пешка на бяло поле g6 · бяла дама на черно поле h6 · черен кон на черно поле a5 · бяла пешка на черно поле e5 · бяла пешка на бяло поле h5 · черна пешка на бяло поле a4 · черна пешка на черно поле d4 · бял топ на черно поле h4 · бяла пешка на черно поле a3 · бяла пешка на черно поле g3 · черна пешка на бяло поле c2 · бяла пешка на черно поле f2 · бял офицер на бяло поле g2 · бял топ на черно поле a1 · бял цар на черно поле g1 | черен топ на бяло поле c8 · черна дама на черно поле f8 · черен цар на бяло поле g8 · черен топ на черно поле a7 · черна пешка на бяло поле f7 · черна пешка на бяло поле h7 · черен офицер на бяло поле a6 · черна пешка на бяло поле e6 · бял офицер на черно поле f6 · черна пешка на бяло поле g6 · бяла дама на черно поле h6 · черен кон на черно поле a5 · бяла пешка на черно поле e5 · бяла пешка на бяло поле h5 · черна пешка на бяло поле a4 · черна пешка на черно поле d4 · бял топ на черно поле h4 · бяла пешка на черно поле a3 · бяла пешка на черно поле g3 · черна пешка на бяло поле c2 · бяла пешка на черно поле f2 · бял офицер на бяло поле g2 · бял топ на черно поле a1 · бял цар на черно поле g1 | черен топ на бяло поле c8 · черна дама на черно поле f8 · черен цар на бяло поле g8 · черен топ на черно поле a7 · черна пешка на бяло поле f7 · черна пешка на бяло поле h7 · черен офицер на бяло поле a6 · черна пешка на бяло поле e6 · бял офицер на черно поле f6 · черна пешка на бяло поле g6 · бяла дама на черно поле h6 · черен кон на черно поле a5 · бяла пешка на черно поле e5 · бяла пешка на бяло поле h5 · черна пешка на бяло поле a4 · черна пешка на черно поле d4 · бял топ на черно поле h4 · бяла пешка на черно поле a3 · бяла пешка на черно поле g3 · черна пешка на бяло поле c2 · бяла пешка на черно поле f2 · бял офицер на бяло поле g2 · бял топ на черно поле a1 · бял цар на черно поле g1 | черен топ на бяло поле c8 · черна дама на черно поле f8 · черен цар на бяло поле g8 · черен топ на черно поле a7 · черна пешка на бяло поле f7 · черна пешка на бяло поле h7 · черен офицер на бяло поле a6 · черна пешка на бяло поле e6 · бял офицер на черно поле f6 · черна пешка на бяло поле g6 · бяла дама на черно поле h6 · черен кон на черно поле a5 · бяла пешка на черно поле e5 · бяла пешка на бяло поле h5 · черна пешка на бяло поле a4 · черна пешка на черно поле d4 · бял топ на черно поле h4 · бяла пешка на черно поле a3 · бяла пешка на черно поле g3 · черна пешка на бяло поле c2 · бяла пешка на черно поле f2 · бял офицер на бяло поле g2 · бял топ на черно поле a1 · бял цар на черно поле g1 | черен топ на бяло поле c8 · черна дама на черно поле f8 · черен цар на бяло поле g8 · черен топ на черно поле a7 · черна пешка на бяло поле f7 · черна пешка на бяло поле h7 · черен офицер на бяло поле a6 · черна пешка на бяло поле e6 · бял офицер на черно поле f6 · черна пешка на бяло поле g6 · бяла дама на черно поле h6 · черен кон на черно поле a5 · бяла пешка на черно поле e5 · бяла пешка на бяло поле h5 · черна пешка на бяло поле a4 · черна пешка на черно поле d4 · бял топ на черно поле h4 · бяла пешка на черно поле a3 · бяла пешка на черно поле g3 · черна пешка на бяло поле c2 · бяла пешка на черно поле f2 · бял офицер на бяло поле g2 · бял топ на черно поле a1 · бял цар на черно поле g1 | 6 |
| 5 | черен топ на бяло поле c8 · черна дама на черно поле f8 · черен цар на бяло поле g8 · черен топ на черно поле a7 · черна пешка на бяло поле f7 · черна пешка на бяло поле h7 · черен офицер на бяло поле a6 · черна пешка на бяло поле e6 · бял офицер на черно поле f6 · черна пешка на бяло поле g6 · бяла дама на черно поле h6 · черен кон на черно поле a5 · бяла пешка на черно поле e5 · бяла пешка на бяло поле h5 · черна пешка на бяло поле a4 · черна пешка на черно поле d4 · бял топ на черно поле h4 · бяла пешка на черно поле a3 · бяла пешка на черно поле g3 · черна пешка на бяло поле c2 · бяла пешка на черно поле f2 · бял офицер на бяло поле g2 · бял топ на черно поле a1 · бял цар на черно поле g1 | черен топ на бяло поле c8 · черна дама на черно поле f8 · черен цар на бяло поле g8 · черен топ на черно поле a7 · черна пешка на бяло поле f7 · черна пешка на бяло поле h7 · черен офицер на бяло поле a6 · черна пешка на бяло поле e6 · бял офицер на черно поле f6 · черна пешка на бяло поле g6 · бяла дама на черно поле h6 · черен кон на черно поле a5 · бяла пешка на черно поле e5 · бяла пешка на бяло поле h5 · черна пешка на бяло поле a4 · черна пешка на черно поле d4 · бял топ на черно поле h4 · бяла пешка на черно поле a3 · бяла пешка на черно поле g3 · черна пешка на бяло поле c2 · бяла пешка на черно поле f2 · бял офицер на бяло поле g2 · бял топ на черно поле a1 · бял цар на черно поле g1 | черен топ на бяло поле c8 · черна дама на черно поле f8 · черен цар на бяло поле g8 · черен топ на черно поле a7 · черна пешка на бяло поле f7 · черна пешка на бяло поле h7 · черен офицер на бяло поле a6 · черна пешка на бяло поле e6 · бял офицер на черно поле f6 · черна пешка на бяло поле g6 · бяла дама на черно поле h6 · черен кон на черно поле a5 · бяла пешка на черно поле e5 · бяла пешка на бяло поле h5 · черна пешка на бяло поле a4 · черна пешка на черно поле d4 · бял топ на черно поле h4 · бяла пешка на черно поле a3 · бяла пешка на черно поле g3 · черна пешка на бяло поле c2 · бяла пешка на черно поле f2 · бял офицер на бяло поле g2 · бял топ на черно поле a1 · бял цар на черно поле g1 | черен топ на бяло поле c8 · черна дама на черно поле f8 · черен цар на бяло поле g8 · черен топ на черно поле a7 · черна пешка на бяло поле f7 · черна пешка на бяло поле h7 · черен офицер на бяло поле a6 · черна пешка на бяло поле e6 · бял офицер на черно поле f6 · черна пешка на бяло поле g6 · бяла дама на черно поле h6 · черен кон на черно поле a5 · бяла пешка на черно поле e5 · бяла пешка на бяло поле h5 · черна пешка на бяло поле a4 · черна пешка на черно поле d4 · бял топ на черно поле h4 · бяла пешка на черно поле a3 · бяла пешка на черно поле g3 · черна пешка на бяло поле c2 · бяла пешка на черно поле f2 · бял офицер на бяло поле g2 · бял топ на черно поле a1 · бял цар на черно поле g1 | черен топ на бяло поле c8 · черна дама на черно поле f8 · черен цар на бяло поле g8 · черен топ на черно поле a7 · черна пешка на бяло поле f7 · черна пешка на бяло поле h7 · черен офицер на бяло поле a6 · черна пешка на бяло поле e6 · бял офицер на черно поле f6 · черна пешка на бяло поле g6 · бяла дама на черно поле h6 · черен кон на черно поле a5 · бяла пешка на черно поле e5 · бяла пешка на бяло поле h5 · черна пешка на бяло поле a4 · черна пешка на черно поле d4 · бял топ на черно поле h4 · бяла пешка на черно поле a3 · бяла пешка на черно поле g3 · черна пешка на бяло поле c2 · бяла пешка на черно поле f2 · бял офицер на бяло поле g2 · бял топ на черно поле a1 · бял цар на черно поле g1 | черен топ на бяло поле c8 · черна дама на черно поле f8 · черен цар на бяло поле g8 · черен топ на черно поле a7 · черна пешка на бяло поле f7 · черна пешка на бяло поле h7 · черен офицер на бяло поле a6 · черна пешка на бяло поле e6 · бял офицер на черно поле f6 · черна пешка на бяло поле g6 · бяла дама на черно поле h6 · черен кон на черно поле a5 · бяла пешка на черно поле e5 · бяла пешка на бяло поле h5 · черна пешка на бяло поле a4 · черна пешка на черно поле d4 · бял топ на черно поле h4 · бяла пешка на черно поле a3 · бяла пешка на черно поле g3 · черна пешка на бяло поле c2 · бяла пешка на черно поле f2 · бял офицер на бяло поле g2 · бял топ на черно поле a1 · бял цар на черно поле g1 | черен топ на бяло поле c8 · черна дама на черно поле f8 · черен цар на бяло поле g8 · черен топ на черно поле a7 · черна пешка на бяло поле f7 · черна пешка на бяло поле h7 · черен офицер на бяло поле a6 · черна пешка на бяло поле e6 · бял офицер на черно поле f6 · черна пешка на бяло поле g6 · бяла дама на черно поле h6 · черен кон на черно поле a5 · бяла пешка на черно поле e5 · бяла пешка на бяло поле h5 · черна пешка на бяло поле a4 · черна пешка на черно поле d4 · бял топ на черно поле h4 · бяла пешка на черно поле a3 · бяла пешка на черно поле g3 · черна пешка на бяло поле c2 · бяла пешка на черно поле f2 · бял офицер на бяло поле g2 · бял топ на черно поле a1 · бял цар на черно поле g1 | черен топ на бяло поле c8 · черна дама на черно поле f8 · черен цар на бяло поле g8 · черен топ на черно поле a7 · черна пешка на бяло поле f7 · черна пешка на бяло поле h7 · черен офицер на бяло поле a6 · черна пешка на бяло поле e6 · бял офицер на черно поле f6 · черна пешка на бяло поле g6 · бяла дама на черно поле h6 · черен кон на черно поле a5 · бяла пешка на черно поле e5 · бяла пешка на бяло поле h5 · черна пешка на бяло поле a4 · черна пешка на черно поле d4 · бял топ на черно поле h4 · бяла пешка на черно поле a3 · бяла пешка на черно поле g3 · черна пешка на бяло поле c2 · бяла пешка на черно поле f2 · бял офицер на бяло поле g2 · бял топ на черно поле a1 · бял цар на черно поле g1 | 5 |
| 4 | черен топ на бяло поле c8 · черна дама на черно поле f8 · черен цар на бяло поле g8 · черен топ на черно поле a7 · черна пешка на бяло поле f7 · черна пешка на бяло поле h7 · черен офицер на бяло поле a6 · черна пешка на бяло поле e6 · бял офицер на черно поле f6 · черна пешка на бяло поле g6 · бяла дама на черно поле h6 · черен кон на черно поле a5 · бяла пешка на черно поле e5 · бяла пешка на бяло поле h5 · черна пешка на бяло поле a4 · черна пешка на черно поле d4 · бял топ на черно поле h4 · бяла пешка на черно поле a3 · бяла пешка на черно поле g3 · черна пешка на бяло поле c2 · бяла пешка на черно поле f2 · бял офицер на бяло поле g2 · бял топ на черно поле a1 · бял цар на черно поле g1 | черен топ на бяло поле c8 · черна дама на черно поле f8 · черен цар на бяло поле g8 · черен топ на черно поле a7 · черна пешка на бяло поле f7 · черна пешка на бяло поле h7 · черен офицер на бяло поле a6 · черна пешка на бяло поле e6 · бял офицер на черно поле f6 · черна пешка на бяло поле g6 · бяла дама на черно поле h6 · черен кон на черно поле a5 · бяла пешка на черно поле e5 · бяла пешка на бяло поле h5 · черна пешка на бяло поле a4 · черна пешка на черно поле d4 · бял топ на черно поле h4 · бяла пешка на черно поле a3 · бяла пешка на черно поле g3 · черна пешка на бяло поле c2 · бяла пешка на черно поле f2 · бял офицер на бяло поле g2 · бял топ на черно поле a1 · бял цар на черно поле g1 | черен топ на бяло поле c8 · черна дама на черно поле f8 · черен цар на бяло поле g8 · черен топ на черно поле a7 · черна пешка на бяло поле f7 · черна пешка на бяло поле h7 · черен офицер на бяло поле a6 · черна пешка на бяло поле e6 · бял офицер на черно поле f6 · черна пешка на бяло поле g6 · бяла дама на черно поле h6 · черен кон на черно поле a5 · бяла пешка на черно поле e5 · бяла пешка на бяло поле h5 · черна пешка на бяло поле a4 · черна пешка на черно поле d4 · бял топ на черно поле h4 · бяла пешка на черно поле a3 · бяла пешка на черно поле g3 · черна пешка на бяло поле c2 · бяла пешка на черно поле f2 · бял офицер на бяло поле g2 · бял топ на черно поле a1 · бял цар на черно поле g1 | черен топ на бяло поле c8 · черна дама на черно поле f8 · черен цар на бяло поле g8 · черен топ на черно поле a7 · черна пешка на бяло поле f7 · черна пешка на бяло поле h7 · черен офицер на бяло поле a6 · черна пешка на бяло поле e6 · бял офицер на черно поле f6 · черна пешка на бяло поле g6 · бяла дама на черно поле h6 · черен кон на черно поле a5 · бяла пешка на черно поле e5 · бяла пешка на бяло поле h5 · черна пешка на бяло поле a4 · черна пешка на черно поле d4 · бял топ на черно поле h4 · бяла пешка на черно поле a3 · бяла пешка на черно поле g3 · черна пешка на бяло поле c2 · бяла пешка на черно поле f2 · бял офицер на бяло поле g2 · бял топ на черно поле a1 · бял цар на черно поле g1 | черен топ на бяло поле c8 · черна дама на черно поле f8 · черен цар на бяло поле g8 · черен топ на черно поле a7 · черна пешка на бяло поле f7 · черна пешка на бяло поле h7 · черен офицер на бяло поле a6 · черна пешка на бяло поле e6 · бял офицер на черно поле f6 · черна пешка на бяло поле g6 · бяла дама на черно поле h6 · черен кон на черно поле a5 · бяла пешка на черно поле e5 · бяла пешка на бяло поле h5 · черна пешка на бяло поле a4 · черна пешка на черно поле d4 · бял топ на черно поле h4 · бяла пешка на черно поле a3 · бяла пешка на черно поле g3 · черна пешка на бяло поле c2 · бяла пешка на черно поле f2 · бял офицер на бяло поле g2 · бял топ на черно поле a1 · бял цар на черно поле g1 | черен топ на бяло поле c8 · черна дама на черно поле f8 · черен цар на бяло поле g8 · черен топ на черно поле a7 · черна пешка на бяло поле f7 · черна пешка на бяло поле h7 · черен офицер на бяло поле a6 · черна пешка на бяло поле e6 · бял офицер на черно поле f6 · черна пешка на бяло поле g6 · бяла дама на черно поле h6 · черен кон на черно поле a5 · бяла пешка на черно поле e5 · бяла пешка на бяло поле h5 · черна пешка на бяло поле a4 · черна пешка на черно поле d4 · бял топ на черно поле h4 · бяла пешка на черно поле a3 · бяла пешка на черно поле g3 · черна пешка на бяло поле c2 · бяла пешка на черно поле f2 · бял офицер на бяло поле g2 · бял топ на черно поле a1 · бял цар на черно поле g1 | черен топ на бяло поле c8 · черна дама на черно поле f8 · черен цар на бяло поле g8 · черен топ на черно поле a7 · черна пешка на бяло поле f7 · черна пешка на бяло поле h7 · черен офицер на бяло поле a6 · черна пешка на бяло поле e6 · бял офицер на черно поле f6 · черна пешка на бяло поле g6 · бяла дама на черно поле h6 · черен кон на черно поле a5 · бяла пешка на черно поле e5 · бяла пешка на бяло поле h5 · черна пешка на бяло поле a4 · черна пешка на черно поле d4 · бял топ на черно поле h4 · бяла пешка на черно поле a3 · бяла пешка на черно поле g3 · черна пешка на бяло поле c2 · бяла пешка на черно поле f2 · бял офицер на бяло поле g2 · бял топ на черно поле a1 · бял цар на черно поле g1 | черен топ на бяло поле c8 · черна дама на черно поле f8 · черен цар на бяло поле g8 · черен топ на черно поле a7 · черна пешка на бяло поле f7 · черна пешка на бяло поле h7 · черен офицер на бяло поле a6 · черна пешка на бяло поле e6 · бял офицер на черно поле f6 · черна пешка на бяло поле g6 · бяла дама на черно поле h6 · черен кон на черно поле a5 · бяла пешка на черно поле e5 · бяла пешка на бяло поле h5 · черна пешка на бяло поле a4 · черна пешка на черно поле d4 · бял топ на черно поле h4 · бяла пешка на черно поле a3 · бяла пешка на черно поле g3 · черна пешка на бяло поле c2 · бяла пешка на черно поле f2 · бял офицер на бяло поле g2 · бял топ на черно поле a1 · бял цар на черно поле g1 | 4 |
| 3 | черен топ на бяло поле c8 · черна дама на черно поле f8 · черен цар на бяло поле g8 · черен топ на черно поле a7 · черна пешка на бяло поле f7 · черна пешка на бяло поле h7 · черен офицер на бяло поле a6 · черна пешка на бяло поле e6 · бял офицер на черно поле f6 · черна пешка на бяло поле g6 · бяла дама на черно поле h6 · черен кон на черно поле a5 · бяла пешка на черно поле e5 · бяла пешка на бяло поле h5 · черна пешка на бяло поле a4 · черна пешка на черно поле d4 · бял топ на черно поле h4 · бяла пешка на черно поле a3 · бяла пешка на черно поле g3 · черна пешка на бяло поле c2 · бяла пешка на черно поле f2 · бял офицер на бяло поле g2 · бял топ на черно поле a1 · бял цар на черно поле g1 | черен топ на бяло поле c8 · черна дама на черно поле f8 · черен цар на бяло поле g8 · черен топ на черно поле a7 · черна пешка на бяло поле f7 · черна пешка на бяло поле h7 · черен офицер на бяло поле a6 · черна пешка на бяло поле e6 · бял офицер на черно поле f6 · черна пешка на бяло поле g6 · бяла дама на черно поле h6 · черен кон на черно поле a5 · бяла пешка на черно поле e5 · бяла пешка на бяло поле h5 · черна пешка на бяло поле a4 · черна пешка на черно поле d4 · бял топ на черно поле h4 · бяла пешка на черно поле a3 · бяла пешка на черно поле g3 · черна пешка на бяло поле c2 · бяла пешка на черно поле f2 · бял офицер на бяло поле g2 · бял топ на черно поле a1 · бял цар на черно поле g1 | черен топ на бяло поле c8 · черна дама на черно поле f8 · черен цар на бяло поле g8 · черен топ на черно поле a7 · черна пешка на бяло поле f7 · черна пешка на бяло поле h7 · черен офицер на бяло поле a6 · черна пешка на бяло поле e6 · бял офицер на черно поле f6 · черна пешка на бяло поле g6 · бяла дама на черно поле h6 · черен кон на черно поле a5 · бяла пешка на черно поле e5 · бяла пешка на бяло поле h5 · черна пешка на бяло поле a4 · черна пешка на черно поле d4 · бял топ на черно поле h4 · бяла пешка на черно поле a3 · бяла пешка на черно поле g3 · черна пешка на бяло поле c2 · бяла пешка на черно поле f2 · бял офицер на бяло поле g2 · бял топ на черно поле a1 · бял цар на черно поле g1 | черен топ на бяло поле c8 · черна дама на черно поле f8 · черен цар на бяло поле g8 · черен топ на черно поле a7 · черна пешка на бяло поле f7 · черна пешка на бяло поле h7 · черен офицер на бяло поле a6 · черна пешка на бяло поле e6 · бял офицер на черно поле f6 · черна пешка на бяло поле g6 · бяла дама на черно поле h6 · черен кон на черно поле a5 · бяла пешка на черно поле e5 · бяла пешка на бяло поле h5 · черна пешка на бяло поле a4 · черна пешка на черно поле d4 · бял топ на черно поле h4 · бяла пешка на черно поле a3 · бяла пешка на черно поле g3 · черна пешка на бяло поле c2 · бяла пешка на черно поле f2 · бял офицер на бяло поле g2 · бял топ на черно поле a1 · бял цар на черно поле g1 | черен топ на бяло поле c8 · черна дама на черно поле f8 · черен цар на бяло поле g8 · черен топ на черно поле a7 · черна пешка на бяло поле f7 · черна пешка на бяло поле h7 · черен офицер на бяло поле a6 · черна пешка на бяло поле e6 · бял офицер на черно поле f6 · черна пешка на бяло поле g6 · бяла дама на черно поле h6 · черен кон на черно поле a5 · бяла пешка на черно поле e5 · бяла пешка на бяло поле h5 · черна пешка на бяло поле a4 · черна пешка на черно поле d4 · бял топ на черно поле h4 · бяла пешка на черно поле a3 · бяла пешка на черно поле g3 · черна пешка на бяло поле c2 · бяла пешка на черно поле f2 · бял офицер на бяло поле g2 · бял топ на черно поле a1 · бял цар на черно поле g1 | черен топ на бяло поле c8 · черна дама на черно поле f8 · черен цар на бяло поле g8 · черен топ на черно поле a7 · черна пешка на бяло поле f7 · черна пешка на бяло поле h7 · черен офицер на бяло поле a6 · черна пешка на бяло поле e6 · бял офицер на черно поле f6 · черна пешка на бяло поле g6 · бяла дама на черно поле h6 · черен кон на черно поле a5 · бяла пешка на черно поле e5 · бяла пешка на бяло поле h5 · черна пешка на бяло поле a4 · черна пешка на черно поле d4 · бял топ на черно поле h4 · бяла пешка на черно поле a3 · бяла пешка на черно поле g3 · черна пешка на бяло поле c2 · бяла пешка на черно поле f2 · бял офицер на бяло поле g2 · бял топ на черно поле a1 · бял цар на черно поле g1 | черен топ на бяло поле c8 · черна дама на черно поле f8 · черен цар на бяло поле g8 · черен топ на черно поле a7 · черна пешка на бяло поле f7 · черна пешка на бяло поле h7 · черен офицер на бяло поле a6 · черна пешка на бяло поле e6 · бял офицер на черно поле f6 · черна пешка на бяло поле g6 · бяла дама на черно поле h6 · черен кон на черно поле a5 · бяла пешка на черно поле e5 · бяла пешка на бяло поле h5 · черна пешка на бяло поле a4 · черна пешка на черно поле d4 · бял топ на черно поле h4 · бяла пешка на черно поле a3 · бяла пешка на черно поле g3 · черна пешка на бяло поле c2 · бяла пешка на черно поле f2 · бял офицер на бяло поле g2 · бял топ на черно поле a1 · бял цар на черно поле g1 | черен топ на бяло поле c8 · черна дама на черно поле f8 · черен цар на бяло поле g8 · черен топ на черно поле a7 · черна пешка на бяло поле f7 · черна пешка на бяло поле h7 · черен офицер на бяло поле a6 · черна пешка на бяло поле e6 · бял офицер на черно поле f6 · черна пешка на бяло поле g6 · бяла дама на черно поле h6 · черен кон на черно поле a5 · бяла пешка на черно поле e5 · бяла пешка на бяло поле h5 · черна пешка на бяло поле a4 · черна пешка на черно поле d4 · бял топ на черно поле h4 · бяла пешка на черно поле a3 · бяла пешка на черно поле g3 · черна пешка на бяло поле c2 · бяла пешка на черно поле f2 · бял офицер на бяло поле g2 · бял топ на черно поле a1 · бял цар на черно поле g1 | 3 |
| 2 | черен топ на бяло поле c8 · черна дама на черно поле f8 · черен цар на бяло поле g8 · черен топ на черно поле a7 · черна пешка на бяло поле f7 · черна пешка на бяло поле h7 · черен офицер на бяло поле a6 · черна пешка на бяло поле e6 · бял офицер на черно поле f6 · черна пешка на бяло поле g6 · бяла дама на черно поле h6 · черен кон на черно поле a5 · бяла пешка на черно поле e5 · бяла пешка на бяло поле h5 · черна пешка на бяло поле a4 · черна пешка на черно поле d4 · бял топ на черно поле h4 · бяла пешка на черно поле a3 · бяла пешка на черно поле g3 · черна пешка на бяло поле c2 · бяла пешка на черно поле f2 · бял офицер на бяло поле g2 · бял топ на черно поле a1 · бял цар на черно поле g1 | черен топ на бяло поле c8 · черна дама на черно поле f8 · черен цар на бяло поле g8 · черен топ на черно поле a7 · черна пешка на бяло поле f7 · черна пешка на бяло поле h7 · черен офицер на бяло поле a6 · черна пешка на бяло поле e6 · бял офицер на черно поле f6 · черна пешка на бяло поле g6 · бяла дама на черно поле h6 · черен кон на черно поле a5 · бяла пешка на черно поле e5 · бяла пешка на бяло поле h5 · черна пешка на бяло поле a4 · черна пешка на черно поле d4 · бял топ на черно поле h4 · бяла пешка на черно поле a3 · бяла пешка на черно поле g3 · черна пешка на бяло поле c2 · бяла пешка на черно поле f2 · бял офицер на бяло поле g2 · бял топ на черно поле a1 · бял цар на черно поле g1 | черен топ на бяло поле c8 · черна дама на черно поле f8 · черен цар на бяло поле g8 · черен топ на черно поле a7 · черна пешка на бяло поле f7 · черна пешка на бяло поле h7 · черен офицер на бяло поле a6 · черна пешка на бяло поле e6 · бял офицер на черно поле f6 · черна пешка на бяло поле g6 · бяла дама на черно поле h6 · черен кон на черно поле a5 · бяла пешка на черно поле e5 · бяла пешка на бяло поле h5 · черна пешка на бяло поле a4 · черна пешка на черно поле d4 · бял топ на черно поле h4 · бяла пешка на черно поле a3 · бяла пешка на черно поле g3 · черна пешка на бяло поле c2 · бяла пешка на черно поле f2 · бял офицер на бяло поле g2 · бял топ на черно поле a1 · бял цар на черно поле g1 | черен топ на бяло поле c8 · черна дама на черно поле f8 · черен цар на бяло поле g8 · черен топ на черно поле a7 · черна пешка на бяло поле f7 · черна пешка на бяло поле h7 · черен офицер на бяло поле a6 · черна пешка на бяло поле e6 · бял офицер на черно поле f6 · черна пешка на бяло поле g6 · бяла дама на черно поле h6 · черен кон на черно поле a5 · бяла пешка на черно поле e5 · бяла пешка на бяло поле h5 · черна пешка на бяло поле a4 · черна пешка на черно поле d4 · бял топ на черно поле h4 · бяла пешка на черно поле a3 · бяла пешка на черно поле g3 · черна пешка на бяло поле c2 · бяла пешка на черно поле f2 · бял офицер на бяло поле g2 · бял топ на черно поле a1 · бял цар на черно поле g1 | черен топ на бяло поле c8 · черна дама на черно поле f8 · черен цар на бяло поле g8 · черен топ на черно поле a7 · черна пешка на бяло поле f7 · черна пешка на бяло поле h7 · черен офицер на бяло поле a6 · черна пешка на бяло поле e6 · бял офицер на черно поле f6 · черна пешка на бяло поле g6 · бяла дама на черно поле h6 · черен кон на черно поле a5 · бяла пешка на черно поле e5 · бяла пешка на бяло поле h5 · черна пешка на бяло поле a4 · черна пешка на черно поле d4 · бял топ на черно поле h4 · бяла пешка на черно поле a3 · бяла пешка на черно поле g3 · черна пешка на бяло поле c2 · бяла пешка на черно поле f2 · бял офицер на бяло поле g2 · бял топ на черно поле a1 · бял цар на черно поле g1 | черен топ на бяло поле c8 · черна дама на черно поле f8 · черен цар на бяло поле g8 · черен топ на черно поле a7 · черна пешка на бяло поле f7 · черна пешка на бяло поле h7 · черен офицер на бяло поле a6 · черна пешка на бяло поле e6 · бял офицер на черно поле f6 · черна пешка на бяло поле g6 · бяла дама на черно поле h6 · черен кон на черно поле a5 · бяла пешка на черно поле e5 · бяла пешка на бяло поле h5 · черна пешка на бяло поле a4 · черна пешка на черно поле d4 · бял топ на черно поле h4 · бяла пешка на черно поле a3 · бяла пешка на черно поле g3 · черна пешка на бяло поле c2 · бяла пешка на черно поле f2 · бял офицер на бяло поле g2 · бял топ на черно поле a1 · бял цар на черно поле g1 | черен топ на бяло поле c8 · черна дама на черно поле f8 · черен цар на бяло поле g8 · черен топ на черно поле a7 · черна пешка на бяло поле f7 · черна пешка на бяло поле h7 · черен офицер на бяло поле a6 · черна пешка на бяло поле e6 · бял офицер на черно поле f6 · черна пешка на бяло поле g6 · бяла дама на черно поле h6 · черен кон на черно поле a5 · бяла пешка на черно поле e5 · бяла пешка на бяло поле h5 · черна пешка на бяло поле a4 · черна пешка на черно поле d4 · бял топ на черно поле h4 · бяла пешка на черно поле a3 · бяла пешка на черно поле g3 · черна пешка на бяло поле c2 · бяла пешка на черно поле f2 · бял офицер на бяло поле g2 · бял топ на черно поле a1 · бял цар на черно поле g1 | черен топ на бяло поле c8 · черна дама на черно поле f8 · черен цар на бяло поле g8 · черен топ на черно поле a7 · черна пешка на бяло поле f7 · черна пешка на бяло поле h7 · черен офицер на бяло поле a6 · черна пешка на бяло поле e6 · бял офицер на черно поле f6 · черна пешка на бяло поле g6 · бяла дама на черно поле h6 · черен кон на черно поле a5 · бяла пешка на черно поле e5 · бяла пешка на бяло поле h5 · черна пешка на бяло поле a4 · черна пешка на черно поле d4 · бял топ на черно поле h4 · бяла пешка на черно поле a3 · бяла пешка на черно поле g3 · черна пешка на бяло поле c2 · бяла пешка на черно поле f2 · бял офицер на бяло поле g2 · бял топ на черно поле a1 · бял цар на черно поле g1 | 2 |
| 1 | черен топ на бяло поле c8 · черна дама на черно поле f8 · черен цар на бяло поле g8 · черен топ на черно поле a7 · черна пешка на бяло поле f7 · черна пешка на бяло поле h7 · черен офицер на бяло поле a6 · черна пешка на бяло поле e6 · бял офицер на черно поле f6 · черна пешка на бяло поле g6 · бяла дама на черно поле h6 · черен кон на черно поле a5 · бяла пешка на черно поле e5 · бяла пешка на бяло поле h5 · черна пешка на бяло поле a4 · черна пешка на черно поле d4 · бял топ на черно поле h4 · бяла пешка на черно поле a3 · бяла пешка на черно поле g3 · черна пешка на бяло поле c2 · бяла пешка на черно поле f2 · бял офицер на бяло поле g2 · бял топ на черно поле a1 · бял цар на черно поле g1 | черен топ на бяло поле c8 · черна дама на черно поле f8 · черен цар на бяло поле g8 · черен топ на черно поле a7 · черна пешка на бяло поле f7 · черна пешка на бяло поле h7 · черен офицер на бяло поле a6 · черна пешка на бяло поле e6 · бял офицер на черно поле f6 · черна пешка на бяло поле g6 · бяла дама на черно поле h6 · черен кон на черно поле a5 · бяла пешка на черно поле e5 · бяла пешка на бяло поле h5 · черна пешка на бяло поле a4 · черна пешка на черно поле d4 · бял топ на черно поле h4 · бяла пешка на черно поле a3 · бяла пешка на черно поле g3 · черна пешка на бяло поле c2 · бяла пешка на черно поле f2 · бял офицер на бяло поле g2 · бял топ на черно поле a1 · бял цар на черно поле g1 | черен топ на бяло поле c8 · черна дама на черно поле f8 · черен цар на бяло поле g8 · черен топ на черно поле a7 · черна пешка на бяло поле f7 · черна пешка на бяло поле h7 · черен офицер на бяло поле a6 · черна пешка на бяло поле e6 · бял офицер на черно поле f6 · черна пешка на бяло поле g6 · бяла дама на черно поле h6 · черен кон на черно поле a5 · бяла пешка на черно поле e5 · бяла пешка на бяло поле h5 · черна пешка на бяло поле a4 · черна пешка на черно поле d4 · бял топ на черно поле h4 · бяла пешка на черно поле a3 · бяла пешка на черно поле g3 · черна пешка на бяло поле c2 · бяла пешка на черно поле f2 · бял офицер на бяло поле g2 · бял топ на черно поле a1 · бял цар на черно поле g1 | черен топ на бяло поле c8 · черна дама на черно поле f8 · черен цар на бяло поле g8 · черен топ на черно поле a7 · черна пешка на бяло поле f7 · черна пешка на бяло поле h7 · черен офицер на бяло поле a6 · черна пешка на бяло поле e6 · бял офицер на черно поле f6 · черна пешка на бяло поле g6 · бяла дама на черно поле h6 · черен кон на черно поле a5 · бяла пешка на черно поле e5 · бяла пешка на бяло поле h5 · черна пешка на бяло поле a4 · черна пешка на черно поле d4 · бял топ на черно поле h4 · бяла пешка на черно поле a3 · бяла пешка на черно поле g3 · черна пешка на бяло поле c2 · бяла пешка на черно поле f2 · бял офицер на бяло поле g2 · бял топ на черно поле a1 · бял цар на черно поле g1 | черен топ на бяло поле c8 · черна дама на черно поле f8 · черен цар на бяло поле g8 · черен топ на черно поле a7 · черна пешка на бяло поле f7 · черна пешка на бяло поле h7 · черен офицер на бяло поле a6 · черна пешка на бяло поле e6 · бял офицер на черно поле f6 · черна пешка на бяло поле g6 · бяла дама на черно поле h6 · черен кон на черно поле a5 · бяла пешка на черно поле e5 · бяла пешка на бяло поле h5 · черна пешка на бяло поле a4 · черна пешка на черно поле d4 · бял топ на черно поле h4 · бяла пешка на черно поле a3 · бяла пешка на черно поле g3 · черна пешка на бяло поле c2 · бяла пешка на черно поле f2 · бял офицер на бяло поле g2 · бял топ на черно поле a1 · бял цар на черно поле g1 | черен топ на бяло поле c8 · черна дама на черно поле f8 · черен цар на бяло поле g8 · черен топ на черно поле a7 · черна пешка на бяло поле f7 · черна пешка на бяло поле h7 · черен офицер на бяло поле a6 · черна пешка на бяло поле e6 · бял офицер на черно поле f6 · черна пешка на бяло поле g6 · бяла дама на черно поле h6 · черен кон на черно поле a5 · бяла пешка на черно поле e5 · бяла пешка на бяло поле h5 · черна пешка на бяло поле a4 · черна пешка на черно поле d4 · бял топ на черно поле h4 · бяла пешка на черно поле a3 · бяла пешка на черно поле g3 · черна пешка на бяло поле c2 · бяла пешка на черно поле f2 · бял офицер на бяло поле g2 · бял топ на черно поле a1 · бял цар на черно поле g1 | черен топ на бяло поле c8 · черна дама на черно поле f8 · черен цар на бяло поле g8 · черен топ на черно поле a7 · черна пешка на бяло поле f7 · черна пешка на бяло поле h7 · черен офицер на бяло поле a6 · черна пешка на бяло поле e6 · бял офицер на черно поле f6 · черна пешка на бяло поле g6 · бяла дама на черно поле h6 · черен кон на черно поле a5 · бяла пешка на черно поле e5 · бяла пешка на бяло поле h5 · черна пешка на бяло поле a4 · черна пешка на черно поле d4 · бял топ на черно поле h4 · бяла пешка на черно поле a3 · бяла пешка на черно поле g3 · черна пешка на бяло поле c2 · бяла пешка на черно поле f2 · бял офицер на бяло поле g2 · бял топ на черно поле a1 · бял цар на черно поле g1 | черен топ на бяло поле c8 · черна дама на черно поле f8 · черен цар на бяло поле g8 · черен топ на черно поле a7 · черна пешка на бяло поле f7 · черна пешка на бяло поле h7 · черен офицер на бяло поле a6 · черна пешка на бяло поле e6 · бял офицер на черно поле f6 · черна пешка на бяло поле g6 · бяла дама на черно поле h6 · черен кон на черно поле a5 · бяла пешка на черно поле e5 · бяла пешка на бяло поле h5 · черна пешка на бяло поле a4 · черна пешка на черно поле d4 · бял топ на черно поле h4 · бяла пешка на черно поле a3 · бяла пешка на черно поле g3 · черна пешка на бяло поле c2 · бяла пешка на черно поле f2 · бял офицер на бяло поле g2 · бял топ на черно поле a1 · бял цар на черно поле g1 | 1 |
|   | a | b | c | d | e | f | g | h |   |

В позицията, показана на диаграма 3 от партията Роберт Фишер — Лхамсуренгийн Мягмарсурен  (Сус, 1967) черните владеят центъра и дамския фланг, където имат две напреднали свързани проходни пешки и заплашват с Кb3 с печалба на качество. Но при това са допуснали белите да атакуват опасно на царския фланг, а атаката към царя е по-силна и позицията изглежда безнадеждна за черните. След защитния ход Дf7-f8?? белите провеждат ефективна матова комбинация чрез жертва на дамата, унищожаване на защитата и завличане на черния цар: 
 1.Д:h7+!! Ц:h7 2.h:g6++ Ц:g6 3.Ое4#
или
2.... Цg8 3.Тh8#.
|   | a | b | c | d | e | f | g | h |   |
| 8 | черен цар на черно поле e7 · черна пешка на бяло поле f7 · черен топ на черно поле b6 · черна пешка на черно поле d6 · черна пешка на бяло поле g6 · черна пешка на бяло поле b5 · черна пешка на черно поле e5 · черен офицер на черно поле g5 · черна пешка на бяло поле h5 · черен кон на бяло поле a4 · бял топ на черно поле a3 · бяла пешка на бяло поле f3 · бяла пешка на бяло поле a2 · бяла пешка на черно поле b2 · бял офицер на бяло поле e2 · бяла пешка на бяло поле g2 · бяла пешка на черно поле h2 · бял цар на бяло поле b1 · бял топ на бяло поле h1 | черен цар на черно поле e7 · черна пешка на бяло поле f7 · черен топ на черно поле b6 · черна пешка на черно поле d6 · черна пешка на бяло поле g6 · черна пешка на бяло поле b5 · черна пешка на черно поле e5 · черен офицер на черно поле g5 · черна пешка на бяло поле h5 · черен кон на бяло поле a4 · бял топ на черно поле a3 · бяла пешка на бяло поле f3 · бяла пешка на бяло поле a2 · бяла пешка на черно поле b2 · бял офицер на бяло поле e2 · бяла пешка на бяло поле g2 · бяла пешка на черно поле h2 · бял цар на бяло поле b1 · бял топ на бяло поле h1 | черен цар на черно поле e7 · черна пешка на бяло поле f7 · черен топ на черно поле b6 · черна пешка на черно поле d6 · черна пешка на бяло поле g6 · черна пешка на бяло поле b5 · черна пешка на черно поле e5 · черен офицер на черно поле g5 · черна пешка на бяло поле h5 · черен кон на бяло поле a4 · бял топ на черно поле a3 · бяла пешка на бяло поле f3 · бяла пешка на бяло поле a2 · бяла пешка на черно поле b2 · бял офицер на бяло поле e2 · бяла пешка на бяло поле g2 · бяла пешка на черно поле h2 · бял цар на бяло поле b1 · бял топ на бяло поле h1 | черен цар на черно поле e7 · черна пешка на бяло поле f7 · черен топ на черно поле b6 · черна пешка на черно поле d6 · черна пешка на бяло поле g6 · черна пешка на бяло поле b5 · черна пешка на черно поле e5 · черен офицер на черно поле g5 · черна пешка на бяло поле h5 · черен кон на бяло поле a4 · бял топ на черно поле a3 · бяла пешка на бяло поле f3 · бяла пешка на бяло поле a2 · бяла пешка на черно поле b2 · бял офицер на бяло поле e2 · бяла пешка на бяло поле g2 · бяла пешка на черно поле h2 · бял цар на бяло поле b1 · бял топ на бяло поле h1 | черен цар на черно поле e7 · черна пешка на бяло поле f7 · черен топ на черно поле b6 · черна пешка на черно поле d6 · черна пешка на бяло поле g6 · черна пешка на бяло поле b5 · черна пешка на черно поле e5 · черен офицер на черно поле g5 · черна пешка на бяло поле h5 · черен кон на бяло поле a4 · бял топ на черно поле a3 · бяла пешка на бяло поле f3 · бяла пешка на бяло поле a2 · бяла пешка на черно поле b2 · бял офицер на бяло поле e2 · бяла пешка на бяло поле g2 · бяла пешка на черно поле h2 · бял цар на бяло поле b1 · бял топ на бяло поле h1 | черен цар на черно поле e7 · черна пешка на бяло поле f7 · черен топ на черно поле b6 · черна пешка на черно поле d6 · черна пешка на бяло поле g6 · черна пешка на бяло поле b5 · черна пешка на черно поле e5 · черен офицер на черно поле g5 · черна пешка на бяло поле h5 · черен кон на бяло поле a4 · бял топ на черно поле a3 · бяла пешка на бяло поле f3 · бяла пешка на бяло поле a2 · бяла пешка на черно поле b2 · бял офицер на бяло поле e2 · бяла пешка на бяло поле g2 · бяла пешка на черно поле h2 · бял цар на бяло поле b1 · бял топ на бяло поле h1 | черен цар на черно поле e7 · черна пешка на бяло поле f7 · черен топ на черно поле b6 · черна пешка на черно поле d6 · черна пешка на бяло поле g6 · черна пешка на бяло поле b5 · черна пешка на черно поле e5 · черен офицер на черно поле g5 · черна пешка на бяло поле h5 · черен кон на бяло поле a4 · бял топ на черно поле a3 · бяла пешка на бяло поле f3 · бяла пешка на бяло поле a2 · бяла пешка на черно поле b2 · бял офицер на бяло поле e2 · бяла пешка на бяло поле g2 · бяла пешка на черно поле h2 · бял цар на бяло поле b1 · бял топ на бяло поле h1 | черен цар на черно поле e7 · черна пешка на бяло поле f7 · черен топ на черно поле b6 · черна пешка на черно поле d6 · черна пешка на бяло поле g6 · черна пешка на бяло поле b5 · черна пешка на черно поле e5 · черен офицер на черно поле g5 · черна пешка на бяло поле h5 · черен кон на бяло поле a4 · бял топ на черно поле a3 · бяла пешка на бяло поле f3 · бяла пешка на бяло поле a2 · бяла пешка на черно поле b2 · бял офицер на бяло поле e2 · бяла пешка на бяло поле g2 · бяла пешка на черно поле h2 · бял цар на бяло поле b1 · бял топ на бяло поле h1 | 8 |
| 7 | черен цар на черно поле e7 · черна пешка на бяло поле f7 · черен топ на черно поле b6 · черна пешка на черно поле d6 · черна пешка на бяло поле g6 · черна пешка на бяло поле b5 · черна пешка на черно поле e5 · черен офицер на черно поле g5 · черна пешка на бяло поле h5 · черен кон на бяло поле a4 · бял топ на черно поле a3 · бяла пешка на бяло поле f3 · бяла пешка на бяло поле a2 · бяла пешка на черно поле b2 · бял офицер на бяло поле e2 · бяла пешка на бяло поле g2 · бяла пешка на черно поле h2 · бял цар на бяло поле b1 · бял топ на бяло поле h1 | черен цар на черно поле e7 · черна пешка на бяло поле f7 · черен топ на черно поле b6 · черна пешка на черно поле d6 · черна пешка на бяло поле g6 · черна пешка на бяло поле b5 · черна пешка на черно поле e5 · черен офицер на черно поле g5 · черна пешка на бяло поле h5 · черен кон на бяло поле a4 · бял топ на черно поле a3 · бяла пешка на бяло поле f3 · бяла пешка на бяло поле a2 · бяла пешка на черно поле b2 · бял офицер на бяло поле e2 · бяла пешка на бяло поле g2 · бяла пешка на черно поле h2 · бял цар на бяло поле b1 · бял топ на бяло поле h1 | черен цар на черно поле e7 · черна пешка на бяло поле f7 · черен топ на черно поле b6 · черна пешка на черно поле d6 · черна пешка на бяло поле g6 · черна пешка на бяло поле b5 · черна пешка на черно поле e5 · черен офицер на черно поле g5 · черна пешка на бяло поле h5 · черен кон на бяло поле a4 · бял топ на черно поле a3 · бяла пешка на бяло поле f3 · бяла пешка на бяло поле a2 · бяла пешка на черно поле b2 · бял офицер на бяло поле e2 · бяла пешка на бяло поле g2 · бяла пешка на черно поле h2 · бял цар на бяло поле b1 · бял топ на бяло поле h1 | черен цар на черно поле e7 · черна пешка на бяло поле f7 · черен топ на черно поле b6 · черна пешка на черно поле d6 · черна пешка на бяло поле g6 · черна пешка на бяло поле b5 · черна пешка на черно поле e5 · черен офицер на черно поле g5 · черна пешка на бяло поле h5 · черен кон на бяло поле a4 · бял топ на черно поле a3 · бяла пешка на бяло поле f3 · бяла пешка на бяло поле a2 · бяла пешка на черно поле b2 · бял офицер на бяло поле e2 · бяла пешка на бяло поле g2 · бяла пешка на черно поле h2 · бял цар на бяло поле b1 · бял топ на бяло поле h1 | черен цар на черно поле e7 · черна пешка на бяло поле f7 · черен топ на черно поле b6 · черна пешка на черно поле d6 · черна пешка на бяло поле g6 · черна пешка на бяло поле b5 · черна пешка на черно поле e5 · черен офицер на черно поле g5 · черна пешка на бяло поле h5 · черен кон на бяло поле a4 · бял топ на черно поле a3 · бяла пешка на бяло поле f3 · бяла пешка на бяло поле a2 · бяла пешка на черно поле b2 · бял офицер на бяло поле e2 · бяла пешка на бяло поле g2 · бяла пешка на черно поле h2 · бял цар на бяло поле b1 · бял топ на бяло поле h1 | черен цар на черно поле e7 · черна пешка на бяло поле f7 · черен топ на черно поле b6 · черна пешка на черно поле d6 · черна пешка на бяло поле g6 · черна пешка на бяло поле b5 · черна пешка на черно поле e5 · черен офицер на черно поле g5 · черна пешка на бяло поле h5 · черен кон на бяло поле a4 · бял топ на черно поле a3 · бяла пешка на бяло поле f3 · бяла пешка на бяло поле a2 · бяла пешка на черно поле b2 · бял офицер на бяло поле e2 · бяла пешка на бяло поле g2 · бяла пешка на черно поле h2 · бял цар на бяло поле b1 · бял топ на бяло поле h1 | черен цар на черно поле e7 · черна пешка на бяло поле f7 · черен топ на черно поле b6 · черна пешка на черно поле d6 · черна пешка на бяло поле g6 · черна пешка на бяло поле b5 · черна пешка на черно поле e5 · черен офицер на черно поле g5 · черна пешка на бяло поле h5 · черен кон на бяло поле a4 · бял топ на черно поле a3 · бяла пешка на бяло поле f3 · бяла пешка на бяло поле a2 · бяла пешка на черно поле b2 · бял офицер на бяло поле e2 · бяла пешка на бяло поле g2 · бяла пешка на черно поле h2 · бял цар на бяло поле b1 · бял топ на бяло поле h1 | черен цар на черно поле e7 · черна пешка на бяло поле f7 · черен топ на черно поле b6 · черна пешка на черно поле d6 · черна пешка на бяло поле g6 · черна пешка на бяло поле b5 · черна пешка на черно поле e5 · черен офицер на черно поле g5 · черна пешка на бяло поле h5 · черен кон на бяло поле a4 · бял топ на черно поле a3 · бяла пешка на бяло поле f3 · бяла пешка на бяло поле a2 · бяла пешка на черно поле b2 · бял офицер на бяло поле e2 · бяла пешка на бяло поле g2 · бяла пешка на черно поле h2 · бял цар на бяло поле b1 · бял топ на бяло поле h1 | 7 |
| 6 | черен цар на черно поле e7 · черна пешка на бяло поле f7 · черен топ на черно поле b6 · черна пешка на черно поле d6 · черна пешка на бяло поле g6 · черна пешка на бяло поле b5 · черна пешка на черно поле e5 · черен офицер на черно поле g5 · черна пешка на бяло поле h5 · черен кон на бяло поле a4 · бял топ на черно поле a3 · бяла пешка на бяло поле f3 · бяла пешка на бяло поле a2 · бяла пешка на черно поле b2 · бял офицер на бяло поле e2 · бяла пешка на бяло поле g2 · бяла пешка на черно поле h2 · бял цар на бяло поле b1 · бял топ на бяло поле h1 | черен цар на черно поле e7 · черна пешка на бяло поле f7 · черен топ на черно поле b6 · черна пешка на черно поле d6 · черна пешка на бяло поле g6 · черна пешка на бяло поле b5 · черна пешка на черно поле e5 · черен офицер на черно поле g5 · черна пешка на бяло поле h5 · черен кон на бяло поле a4 · бял топ на черно поле a3 · бяла пешка на бяло поле f3 · бяла пешка на бяло поле a2 · бяла пешка на черно поле b2 · бял офицер на бяло поле e2 · бяла пешка на бяло поле g2 · бяла пешка на черно поле h2 · бял цар на бяло поле b1 · бял топ на бяло поле h1 | черен цар на черно поле e7 · черна пешка на бяло поле f7 · черен топ на черно поле b6 · черна пешка на черно поле d6 · черна пешка на бяло поле g6 · черна пешка на бяло поле b5 · черна пешка на черно поле e5 · черен офицер на черно поле g5 · черна пешка на бяло поле h5 · черен кон на бяло поле a4 · бял топ на черно поле a3 · бяла пешка на бяло поле f3 · бяла пешка на бяло поле a2 · бяла пешка на черно поле b2 · бял офицер на бяло поле e2 · бяла пешка на бяло поле g2 · бяла пешка на черно поле h2 · бял цар на бяло поле b1 · бял топ на бяло поле h1 | черен цар на черно поле e7 · черна пешка на бяло поле f7 · черен топ на черно поле b6 · черна пешка на черно поле d6 · черна пешка на бяло поле g6 · черна пешка на бяло поле b5 · черна пешка на черно поле e5 · черен офицер на черно поле g5 · черна пешка на бяло поле h5 · черен кон на бяло поле a4 · бял топ на черно поле a3 · бяла пешка на бяло поле f3 · бяла пешка на бяло поле a2 · бяла пешка на черно поле b2 · бял офицер на бяло поле e2 · бяла пешка на бяло поле g2 · бяла пешка на черно поле h2 · бял цар на бяло поле b1 · бял топ на бяло поле h1 | черен цар на черно поле e7 · черна пешка на бяло поле f7 · черен топ на черно поле b6 · черна пешка на черно поле d6 · черна пешка на бяло поле g6 · черна пешка на бяло поле b5 · черна пешка на черно поле e5 · черен офицер на черно поле g5 · черна пешка на бяло поле h5 · черен кон на бяло поле a4 · бял топ на черно поле a3 · бяла пешка на бяло поле f3 · бяла пешка на бяло поле a2 · бяла пешка на черно поле b2 · бял офицер на бяло поле e2 · бяла пешка на бяло поле g2 · бяла пешка на черно поле h2 · бял цар на бяло поле b1 · бял топ на бяло поле h1 | черен цар на черно поле e7 · черна пешка на бяло поле f7 · черен топ на черно поле b6 · черна пешка на черно поле d6 · черна пешка на бяло поле g6 · черна пешка на бяло поле b5 · черна пешка на черно поле e5 · черен офицер на черно поле g5 · черна пешка на бяло поле h5 · черен кон на бяло поле a4 · бял топ на черно поле a3 · бяла пешка на бяло поле f3 · бяла пешка на бяло поле a2 · бяла пешка на черно поле b2 · бял офицер на бяло поле e2 · бяла пешка на бяло поле g2 · бяла пешка на черно поле h2 · бял цар на бяло поле b1 · бял топ на бяло поле h1 | черен цар на черно поле e7 · черна пешка на бяло поле f7 · черен топ на черно поле b6 · черна пешка на черно поле d6 · черна пешка на бяло поле g6 · черна пешка на бяло поле b5 · черна пешка на черно поле e5 · черен офицер на черно поле g5 · черна пешка на бяло поле h5 · черен кон на бяло поле a4 · бял топ на черно поле a3 · бяла пешка на бяло поле f3 · бяла пешка на бяло поле a2 · бяла пешка на черно поле b2 · бял офицер на бяло поле e2 · бяла пешка на бяло поле g2 · бяла пешка на черно поле h2 · бял цар на бяло поле b1 · бял топ на бяло поле h1 | черен цар на черно поле e7 · черна пешка на бяло поле f7 · черен топ на черно поле b6 · черна пешка на черно поле d6 · черна пешка на бяло поле g6 · черна пешка на бяло поле b5 · черна пешка на черно поле e5 · черен офицер на черно поле g5 · черна пешка на бяло поле h5 · черен кон на бяло поле a4 · бял топ на черно поле a3 · бяла пешка на бяло поле f3 · бяла пешка на бяло поле a2 · бяла пешка на черно поле b2 · бял офицер на бяло поле e2 · бяла пешка на бяло поле g2 · бяла пешка на черно поле h2 · бял цар на бяло поле b1 · бял топ на бяло поле h1 | 6 |
| 5 | черен цар на черно поле e7 · черна пешка на бяло поле f7 · черен топ на черно поле b6 · черна пешка на черно поле d6 · черна пешка на бяло поле g6 · черна пешка на бяло поле b5 · черна пешка на черно поле e5 · черен офицер на черно поле g5 · черна пешка на бяло поле h5 · черен кон на бяло поле a4 · бял топ на черно поле a3 · бяла пешка на бяло поле f3 · бяла пешка на бяло поле a2 · бяла пешка на черно поле b2 · бял офицер на бяло поле e2 · бяла пешка на бяло поле g2 · бяла пешка на черно поле h2 · бял цар на бяло поле b1 · бял топ на бяло поле h1 | черен цар на черно поле e7 · черна пешка на бяло поле f7 · черен топ на черно поле b6 · черна пешка на черно поле d6 · черна пешка на бяло поле g6 · черна пешка на бяло поле b5 · черна пешка на черно поле e5 · черен офицер на черно поле g5 · черна пешка на бяло поле h5 · черен кон на бяло поле a4 · бял топ на черно поле a3 · бяла пешка на бяло поле f3 · бяла пешка на бяло поле a2 · бяла пешка на черно поле b2 · бял офицер на бяло поле e2 · бяла пешка на бяло поле g2 · бяла пешка на черно поле h2 · бял цар на бяло поле b1 · бял топ на бяло поле h1 | черен цар на черно поле e7 · черна пешка на бяло поле f7 · черен топ на черно поле b6 · черна пешка на черно поле d6 · черна пешка на бяло поле g6 · черна пешка на бяло поле b5 · черна пешка на черно поле e5 · черен офицер на черно поле g5 · черна пешка на бяло поле h5 · черен кон на бяло поле a4 · бял топ на черно поле a3 · бяла пешка на бяло поле f3 · бяла пешка на бяло поле a2 · бяла пешка на черно поле b2 · бял офицер на бяло поле e2 · бяла пешка на бяло поле g2 · бяла пешка на черно поле h2 · бял цар на бяло поле b1 · бял топ на бяло поле h1 | черен цар на черно поле e7 · черна пешка на бяло поле f7 · черен топ на черно поле b6 · черна пешка на черно поле d6 · черна пешка на бяло поле g6 · черна пешка на бяло поле b5 · черна пешка на черно поле e5 · черен офицер на черно поле g5 · черна пешка на бяло поле h5 · черен кон на бяло поле a4 · бял топ на черно поле a3 · бяла пешка на бяло поле f3 · бяла пешка на бяло поле a2 · бяла пешка на черно поле b2 · бял офицер на бяло поле e2 · бяла пешка на бяло поле g2 · бяла пешка на черно поле h2 · бял цар на бяло поле b1 · бял топ на бяло поле h1 | черен цар на черно поле e7 · черна пешка на бяло поле f7 · черен топ на черно поле b6 · черна пешка на черно поле d6 · черна пешка на бяло поле g6 · черна пешка на бяло поле b5 · черна пешка на черно поле e5 · черен офицер на черно поле g5 · черна пешка на бяло поле h5 · черен кон на бяло поле a4 · бял топ на черно поле a3 · бяла пешка на бяло поле f3 · бяла пешка на бяло поле a2 · бяла пешка на черно поле b2 · бял офицер на бяло поле e2 · бяла пешка на бяло поле g2 · бяла пешка на черно поле h2 · бял цар на бяло поле b1 · бял топ на бяло поле h1 | черен цар на черно поле e7 · черна пешка на бяло поле f7 · черен топ на черно поле b6 · черна пешка на черно поле d6 · черна пешка на бяло поле g6 · черна пешка на бяло поле b5 · черна пешка на черно поле e5 · черен офицер на черно поле g5 · черна пешка на бяло поле h5 · черен кон на бяло поле a4 · бял топ на черно поле a3 · бяла пешка на бяло поле f3 · бяла пешка на бяло поле a2 · бяла пешка на черно поле b2 · бял офицер на бяло поле e2 · бяла пешка на бяло поле g2 · бяла пешка на черно поле h2 · бял цар на бяло поле b1 · бял топ на бяло поле h1 | черен цар на черно поле e7 · черна пешка на бяло поле f7 · черен топ на черно поле b6 · черна пешка на черно поле d6 · черна пешка на бяло поле g6 · черна пешка на бяло поле b5 · черна пешка на черно поле e5 · черен офицер на черно поле g5 · черна пешка на бяло поле h5 · черен кон на бяло поле a4 · бял топ на черно поле a3 · бяла пешка на бяло поле f3 · бяла пешка на бяло поле a2 · бяла пешка на черно поле b2 · бял офицер на бяло поле e2 · бяла пешка на бяло поле g2 · бяла пешка на черно поле h2 · бял цар на бяло поле b1 · бял топ на бяло поле h1 | черен цар на черно поле e7 · черна пешка на бяло поле f7 · черен топ на черно поле b6 · черна пешка на черно поле d6 · черна пешка на бяло поле g6 · черна пешка на бяло поле b5 · черна пешка на черно поле e5 · черен офицер на черно поле g5 · черна пешка на бяло поле h5 · черен кон на бяло поле a4 · бял топ на черно поле a3 · бяла пешка на бяло поле f3 · бяла пешка на бяло поле a2 · бяла пешка на черно поле b2 · бял офицер на бяло поле e2 · бяла пешка на бяло поле g2 · бяла пешка на черно поле h2 · бял цар на бяло поле b1 · бял топ на бяло поле h1 | 5 |
| 4 | черен цар на черно поле e7 · черна пешка на бяло поле f7 · черен топ на черно поле b6 · черна пешка на черно поле d6 · черна пешка на бяло поле g6 · черна пешка на бяло поле b5 · черна пешка на черно поле e5 · черен офицер на черно поле g5 · черна пешка на бяло поле h5 · черен кон на бяло поле a4 · бял топ на черно поле a3 · бяла пешка на бяло поле f3 · бяла пешка на бяло поле a2 · бяла пешка на черно поле b2 · бял офицер на бяло поле e2 · бяла пешка на бяло поле g2 · бяла пешка на черно поле h2 · бял цар на бяло поле b1 · бял топ на бяло поле h1 | черен цар на черно поле e7 · черна пешка на бяло поле f7 · черен топ на черно поле b6 · черна пешка на черно поле d6 · черна пешка на бяло поле g6 · черна пешка на бяло поле b5 · черна пешка на черно поле e5 · черен офицер на черно поле g5 · черна пешка на бяло поле h5 · черен кон на бяло поле a4 · бял топ на черно поле a3 · бяла пешка на бяло поле f3 · бяла пешка на бяло поле a2 · бяла пешка на черно поле b2 · бял офицер на бяло поле e2 · бяла пешка на бяло поле g2 · бяла пешка на черно поле h2 · бял цар на бяло поле b1 · бял топ на бяло поле h1 | черен цар на черно поле e7 · черна пешка на бяло поле f7 · черен топ на черно поле b6 · черна пешка на черно поле d6 · черна пешка на бяло поле g6 · черна пешка на бяло поле b5 · черна пешка на черно поле e5 · черен офицер на черно поле g5 · черна пешка на бяло поле h5 · черен кон на бяло поле a4 · бял топ на черно поле a3 · бяла пешка на бяло поле f3 · бяла пешка на бяло поле a2 · бяла пешка на черно поле b2 · бял офицер на бяло поле e2 · бяла пешка на бяло поле g2 · бяла пешка на черно поле h2 · бял цар на бяло поле b1 · бял топ на бяло поле h1 | черен цар на черно поле e7 · черна пешка на бяло поле f7 · черен топ на черно поле b6 · черна пешка на черно поле d6 · черна пешка на бяло поле g6 · черна пешка на бяло поле b5 · черна пешка на черно поле e5 · черен офицер на черно поле g5 · черна пешка на бяло поле h5 · черен кон на бяло поле a4 · бял топ на черно поле a3 · бяла пешка на бяло поле f3 · бяла пешка на бяло поле a2 · бяла пешка на черно поле b2 · бял офицер на бяло поле e2 · бяла пешка на бяло поле g2 · бяла пешка на черно поле h2 · бял цар на бяло поле b1 · бял топ на бяло поле h1 | черен цар на черно поле e7 · черна пешка на бяло поле f7 · черен топ на черно поле b6 · черна пешка на черно поле d6 · черна пешка на бяло поле g6 · черна пешка на бяло поле b5 · черна пешка на черно поле e5 · черен офицер на черно поле g5 · черна пешка на бяло поле h5 · черен кон на бяло поле a4 · бял топ на черно поле a3 · бяла пешка на бяло поле f3 · бяла пешка на бяло поле a2 · бяла пешка на черно поле b2 · бял офицер на бяло поле e2 · бяла пешка на бяло поле g2 · бяла пешка на черно поле h2 · бял цар на бяло поле b1 · бял топ на бяло поле h1 | черен цар на черно поле e7 · черна пешка на бяло поле f7 · черен топ на черно поле b6 · черна пешка на черно поле d6 · черна пешка на бяло поле g6 · черна пешка на бяло поле b5 · черна пешка на черно поле e5 · черен офицер на черно поле g5 · черна пешка на бяло поле h5 · черен кон на бяло поле a4 · бял топ на черно поле a3 · бяла пешка на бяло поле f3 · бяла пешка на бяло поле a2 · бяла пешка на черно поле b2 · бял офицер на бяло поле e2 · бяла пешка на бяло поле g2 · бяла пешка на черно поле h2 · бял цар на бяло поле b1 · бял топ на бяло поле h1 | черен цар на черно поле e7 · черна пешка на бяло поле f7 · черен топ на черно поле b6 · черна пешка на черно поле d6 · черна пешка на бяло поле g6 · черна пешка на бяло поле b5 · черна пешка на черно поле e5 · черен офицер на черно поле g5 · черна пешка на бяло поле h5 · черен кон на бяло поле a4 · бял топ на черно поле a3 · бяла пешка на бяло поле f3 · бяла пешка на бяло поле a2 · бяла пешка на черно поле b2 · бял офицер на бяло поле e2 · бяла пешка на бяло поле g2 · бяла пешка на черно поле h2 · бял цар на бяло поле b1 · бял топ на бяло поле h1 | черен цар на черно поле e7 · черна пешка на бяло поле f7 · черен топ на черно поле b6 · черна пешка на черно поле d6 · черна пешка на бяло поле g6 · черна пешка на бяло поле b5 · черна пешка на черно поле e5 · черен офицер на черно поле g5 · черна пешка на бяло поле h5 · черен кон на бяло поле a4 · бял топ на черно поле a3 · бяла пешка на бяло поле f3 · бяла пешка на бяло поле a2 · бяла пешка на черно поле b2 · бял офицер на бяло поле e2 · бяла пешка на бяло поле g2 · бяла пешка на черно поле h2 · бял цар на бяло поле b1 · бял топ на бяло поле h1 | 4 |
| 3 | черен цар на черно поле e7 · черна пешка на бяло поле f7 · черен топ на черно поле b6 · черна пешка на черно поле d6 · черна пешка на бяло поле g6 · черна пешка на бяло поле b5 · черна пешка на черно поле e5 · черен офицер на черно поле g5 · черна пешка на бяло поле h5 · черен кон на бяло поле a4 · бял топ на черно поле a3 · бяла пешка на бяло поле f3 · бяла пешка на бяло поле a2 · бяла пешка на черно поле b2 · бял офицер на бяло поле e2 · бяла пешка на бяло поле g2 · бяла пешка на черно поле h2 · бял цар на бяло поле b1 · бял топ на бяло поле h1 | черен цар на черно поле e7 · черна пешка на бяло поле f7 · черен топ на черно поле b6 · черна пешка на черно поле d6 · черна пешка на бяло поле g6 · черна пешка на бяло поле b5 · черна пешка на черно поле e5 · черен офицер на черно поле g5 · черна пешка на бяло поле h5 · черен кон на бяло поле a4 · бял топ на черно поле a3 · бяла пешка на бяло поле f3 · бяла пешка на бяло поле a2 · бяла пешка на черно поле b2 · бял офицер на бяло поле e2 · бяла пешка на бяло поле g2 · бяла пешка на черно поле h2 · бял цар на бяло поле b1 · бял топ на бяло поле h1 | черен цар на черно поле e7 · черна пешка на бяло поле f7 · черен топ на черно поле b6 · черна пешка на черно поле d6 · черна пешка на бяло поле g6 · черна пешка на бяло поле b5 · черна пешка на черно поле e5 · черен офицер на черно поле g5 · черна пешка на бяло поле h5 · черен кон на бяло поле a4 · бял топ на черно поле a3 · бяла пешка на бяло поле f3 · бяла пешка на бяло поле a2 · бяла пешка на черно поле b2 · бял офицер на бяло поле e2 · бяла пешка на бяло поле g2 · бяла пешка на черно поле h2 · бял цар на бяло поле b1 · бял топ на бяло поле h1 | черен цар на черно поле e7 · черна пешка на бяло поле f7 · черен топ на черно поле b6 · черна пешка на черно поле d6 · черна пешка на бяло поле g6 · черна пешка на бяло поле b5 · черна пешка на черно поле e5 · черен офицер на черно поле g5 · черна пешка на бяло поле h5 · черен кон на бяло поле a4 · бял топ на черно поле a3 · бяла пешка на бяло поле f3 · бяла пешка на бяло поле a2 · бяла пешка на черно поле b2 · бял офицер на бяло поле e2 · бяла пешка на бяло поле g2 · бяла пешка на черно поле h2 · бял цар на бяло поле b1 · бял топ на бяло поле h1 | черен цар на черно поле e7 · черна пешка на бяло поле f7 · черен топ на черно поле b6 · черна пешка на черно поле d6 · черна пешка на бяло поле g6 · черна пешка на бяло поле b5 · черна пешка на черно поле e5 · черен офицер на черно поле g5 · черна пешка на бяло поле h5 · черен кон на бяло поле a4 · бял топ на черно поле a3 · бяла пешка на бяло поле f3 · бяла пешка на бяло поле a2 · бяла пешка на черно поле b2 · бял офицер на бяло поле e2 · бяла пешка на бяло поле g2 · бяла пешка на черно поле h2 · бял цар на бяло поле b1 · бял топ на бяло поле h1 | черен цар на черно поле e7 · черна пешка на бяло поле f7 · черен топ на черно поле b6 · черна пешка на черно поле d6 · черна пешка на бяло поле g6 · черна пешка на бяло поле b5 · черна пешка на черно поле e5 · черен офицер на черно поле g5 · черна пешка на бяло поле h5 · черен кон на бяло поле a4 · бял топ на черно поле a3 · бяла пешка на бяло поле f3 · бяла пешка на бяло поле a2 · бяла пешка на черно поле b2 · бял офицер на бяло поле e2 · бяла пешка на бяло поле g2 · бяла пешка на черно поле h2 · бял цар на бяло поле b1 · бял топ на бяло поле h1 | черен цар на черно поле e7 · черна пешка на бяло поле f7 · черен топ на черно поле b6 · черна пешка на черно поле d6 · черна пешка на бяло поле g6 · черна пешка на бяло поле b5 · черна пешка на черно поле e5 · черен офицер на черно поле g5 · черна пешка на бяло поле h5 · черен кон на бяло поле a4 · бял топ на черно поле a3 · бяла пешка на бяло поле f3 · бяла пешка на бяло поле a2 · бяла пешка на черно поле b2 · бял офицер на бяло поле e2 · бяла пешка на бяло поле g2 · бяла пешка на черно поле h2 · бял цар на бяло поле b1 · бял топ на бяло поле h1 | черен цар на черно поле e7 · черна пешка на бяло поле f7 · черен топ на черно поле b6 · черна пешка на черно поле d6 · черна пешка на бяло поле g6 · черна пешка на бяло поле b5 · черна пешка на черно поле e5 · черен офицер на черно поле g5 · черна пешка на бяло поле h5 · черен кон на бяло поле a4 · бял топ на черно поле a3 · бяла пешка на бяло поле f3 · бяла пешка на бяло поле a2 · бяла пешка на черно поле b2 · бял офицер на бяло поле e2 · бяла пешка на бяло поле g2 · бяла пешка на черно поле h2 · бял цар на бяло поле b1 · бял топ на бяло поле h1 | 3 |
| 2 | черен цар на черно поле e7 · черна пешка на бяло поле f7 · черен топ на черно поле b6 · черна пешка на черно поле d6 · черна пешка на бяло поле g6 · черна пешка на бяло поле b5 · черна пешка на черно поле e5 · черен офицер на черно поле g5 · черна пешка на бяло поле h5 · черен кон на бяло поле a4 · бял топ на черно поле a3 · бяла пешка на бяло поле f3 · бяла пешка на бяло поле a2 · бяла пешка на черно поле b2 · бял офицер на бяло поле e2 · бяла пешка на бяло поле g2 · бяла пешка на черно поле h2 · бял цар на бяло поле b1 · бял топ на бяло поле h1 | черен цар на черно поле e7 · черна пешка на бяло поле f7 · черен топ на черно поле b6 · черна пешка на черно поле d6 · черна пешка на бяло поле g6 · черна пешка на бяло поле b5 · черна пешка на черно поле e5 · черен офицер на черно поле g5 · черна пешка на бяло поле h5 · черен кон на бяло поле a4 · бял топ на черно поле a3 · бяла пешка на бяло поле f3 · бяла пешка на бяло поле a2 · бяла пешка на черно поле b2 · бял офицер на бяло поле e2 · бяла пешка на бяло поле g2 · бяла пешка на черно поле h2 · бял цар на бяло поле b1 · бял топ на бяло поле h1 | черен цар на черно поле e7 · черна пешка на бяло поле f7 · черен топ на черно поле b6 · черна пешка на черно поле d6 · черна пешка на бяло поле g6 · черна пешка на бяло поле b5 · черна пешка на черно поле e5 · черен офицер на черно поле g5 · черна пешка на бяло поле h5 · черен кон на бяло поле a4 · бял топ на черно поле a3 · бяла пешка на бяло поле f3 · бяла пешка на бяло поле a2 · бяла пешка на черно поле b2 · бял офицер на бяло поле e2 · бяла пешка на бяло поле g2 · бяла пешка на черно поле h2 · бял цар на бяло поле b1 · бял топ на бяло поле h1 | черен цар на черно поле e7 · черна пешка на бяло поле f7 · черен топ на черно поле b6 · черна пешка на черно поле d6 · черна пешка на бяло поле g6 · черна пешка на бяло поле b5 · черна пешка на черно поле e5 · черен офицер на черно поле g5 · черна пешка на бяло поле h5 · черен кон на бяло поле a4 · бял топ на черно поле a3 · бяла пешка на бяло поле f3 · бяла пешка на бяло поле a2 · бяла пешка на черно поле b2 · бял офицер на бяло поле e2 · бяла пешка на бяло поле g2 · бяла пешка на черно поле h2 · бял цар на бяло поле b1 · бял топ на бяло поле h1 | черен цар на черно поле e7 · черна пешка на бяло поле f7 · черен топ на черно поле b6 · черна пешка на черно поле d6 · черна пешка на бяло поле g6 · черна пешка на бяло поле b5 · черна пешка на черно поле e5 · черен офицер на черно поле g5 · черна пешка на бяло поле h5 · черен кон на бяло поле a4 · бял топ на черно поле a3 · бяла пешка на бяло поле f3 · бяла пешка на бяло поле a2 · бяла пешка на черно поле b2 · бял офицер на бяло поле e2 · бяла пешка на бяло поле g2 · бяла пешка на черно поле h2 · бял цар на бяло поле b1 · бял топ на бяло поле h1 | черен цар на черно поле e7 · черна пешка на бяло поле f7 · черен топ на черно поле b6 · черна пешка на черно поле d6 · черна пешка на бяло поле g6 · черна пешка на бяло поле b5 · черна пешка на черно поле e5 · черен офицер на черно поле g5 · черна пешка на бяло поле h5 · черен кон на бяло поле a4 · бял топ на черно поле a3 · бяла пешка на бяло поле f3 · бяла пешка на бяло поле a2 · бяла пешка на черно поле b2 · бял офицер на бяло поле e2 · бяла пешка на бяло поле g2 · бяла пешка на черно поле h2 · бял цар на бяло поле b1 · бял топ на бяло поле h1 | черен цар на черно поле e7 · черна пешка на бяло поле f7 · черен топ на черно поле b6 · черна пешка на черно поле d6 · черна пешка на бяло поле g6 · черна пешка на бяло поле b5 · черна пешка на черно поле e5 · черен офицер на черно поле g5 · черна пешка на бяло поле h5 · черен кон на бяло поле a4 · бял топ на черно поле a3 · бяла пешка на бяло поле f3 · бяла пешка на бяло поле a2 · бяла пешка на черно поле b2 · бял офицер на бяло поле e2 · бяла пешка на бяло поле g2 · бяла пешка на черно поле h2 · бял цар на бяло поле b1 · бял топ на бяло поле h1 | черен цар на черно поле e7 · черна пешка на бяло поле f7 · черен топ на черно поле b6 · черна пешка на черно поле d6 · черна пешка на бяло поле g6 · черна пешка на бяло поле b5 · черна пешка на черно поле e5 · черен офицер на черно поле g5 · черна пешка на бяло поле h5 · черен кон на бяло поле a4 · бял топ на черно поле a3 · бяла пешка на бяло поле f3 · бяла пешка на бяло поле a2 · бяла пешка на черно поле b2 · бял офицер на бяло поле e2 · бяла пешка на бяло поле g2 · бяла пешка на черно поле h2 · бял цар на бяло поле b1 · бял топ на бяло поле h1 | 2 |
| 1 | черен цар на черно поле e7 · черна пешка на бяло поле f7 · черен топ на черно поле b6 · черна пешка на черно поле d6 · черна пешка на бяло поле g6 · черна пешка на бяло поле b5 · черна пешка на черно поле e5 · черен офицер на черно поле g5 · черна пешка на бяло поле h5 · черен кон на бяло поле a4 · бял топ на черно поле a3 · бяла пешка на бяло поле f3 · бяла пешка на бяло поле a2 · бяла пешка на черно поле b2 · бял офицер на бяло поле e2 · бяла пешка на бяло поле g2 · бяла пешка на черно поле h2 · бял цар на бяло поле b1 · бял топ на бяло поле h1 | черен цар на черно поле e7 · черна пешка на бяло поле f7 · черен топ на черно поле b6 · черна пешка на черно поле d6 · черна пешка на бяло поле g6 · черна пешка на бяло поле b5 · черна пешка на черно поле e5 · черен офицер на черно поле g5 · черна пешка на бяло поле h5 · черен кон на бяло поле a4 · бял топ на черно поле a3 · бяла пешка на бяло поле f3 · бяла пешка на бяло поле a2 · бяла пешка на черно поле b2 · бял офицер на бяло поле e2 · бяла пешка на бяло поле g2 · бяла пешка на черно поле h2 · бял цар на бяло поле b1 · бял топ на бяло поле h1 | черен цар на черно поле e7 · черна пешка на бяло поле f7 · черен топ на черно поле b6 · черна пешка на черно поле d6 · черна пешка на бяло поле g6 · черна пешка на бяло поле b5 · черна пешка на черно поле e5 · черен офицер на черно поле g5 · черна пешка на бяло поле h5 · черен кон на бяло поле a4 · бял топ на черно поле a3 · бяла пешка на бяло поле f3 · бяла пешка на бяло поле a2 · бяла пешка на черно поле b2 · бял офицер на бяло поле e2 · бяла пешка на бяло поле g2 · бяла пешка на черно поле h2 · бял цар на бяло поле b1 · бял топ на бяло поле h1 | черен цар на черно поле e7 · черна пешка на бяло поле f7 · черен топ на черно поле b6 · черна пешка на черно поле d6 · черна пешка на бяло поле g6 · черна пешка на бяло поле b5 · черна пешка на черно поле e5 · черен офицер на черно поле g5 · черна пешка на бяло поле h5 · черен кон на бяло поле a4 · бял топ на черно поле a3 · бяла пешка на бяло поле f3 · бяла пешка на бяло поле a2 · бяла пешка на черно поле b2 · бял офицер на бяло поле e2 · бяла пешка на бяло поле g2 · бяла пешка на черно поле h2 · бял цар на бяло поле b1 · бял топ на бяло поле h1 | черен цар на черно поле e7 · черна пешка на бяло поле f7 · черен топ на черно поле b6 · черна пешка на черно поле d6 · черна пешка на бяло поле g6 · черна пешка на бяло поле b5 · черна пешка на черно поле e5 · черен офицер на черно поле g5 · черна пешка на бяло поле h5 · черен кон на бяло поле a4 · бял топ на черно поле a3 · бяла пешка на бяло поле f3 · бяла пешка на бяло поле a2 · бяла пешка на черно поле b2 · бял офицер на бяло поле e2 · бяла пешка на бяло поле g2 · бяла пешка на черно поле h2 · бял цар на бяло поле b1 · бял топ на бяло поле h1 | черен цар на черно поле e7 · черна пешка на бяло поле f7 · черен топ на черно поле b6 · черна пешка на черно поле d6 · черна пешка на бяло поле g6 · черна пешка на бяло поле b5 · черна пешка на черно поле e5 · черен офицер на черно поле g5 · черна пешка на бяло поле h5 · черен кон на бяло поле a4 · бял топ на черно поле a3 · бяла пешка на бяло поле f3 · бяла пешка на бяло поле a2 · бяла пешка на черно поле b2 · бял офицер на бяло поле e2 · бяла пешка на бяло поле g2 · бяла пешка на черно поле h2 · бял цар на бяло поле b1 · бял топ на бяло поле h1 | черен цар на черно поле e7 · черна пешка на бяло поле f7 · черен топ на черно поле b6 · черна пешка на черно поле d6 · черна пешка на бяло поле g6 · черна пешка на бяло поле b5 · черна пешка на черно поле e5 · черен офицер на черно поле g5 · черна пешка на бяло поле h5 · черен кон на бяло поле a4 · бял топ на черно поле a3 · бяла пешка на бяло поле f3 · бяла пешка на бяло поле a2 · бяла пешка на черно поле b2 · бял офицер на бяло поле e2 · бяла пешка на бяло поле g2 · бяла пешка на черно поле h2 · бял цар на бяло поле b1 · бял топ на бяло поле h1 | черен цар на черно поле e7 · черна пешка на бяло поле f7 · черен топ на черно поле b6 · черна пешка на черно поле d6 · черна пешка на бяло поле g6 · черна пешка на бяло поле b5 · черна пешка на черно поле e5 · черен офицер на черно поле g5 · черна пешка на бяло поле h5 · черен кон на бяло поле a4 · бял топ на черно поле a3 · бяла пешка на бяло поле f3 · бяла пешка на бяло поле a2 · бяла пешка на черно поле b2 · бял офицер на бяло поле e2 · бяла пешка на бяло поле g2 · бяла пешка на черно поле h2 · бял цар на бяло поле b1 · бял топ на бяло поле h1 | 1 |
|   | a | b | c | d | e | f | g | h |   |

В седмия кръг на турнира по шахмат в Линарес, Испания през 2004 г. партията Вл. Крамник – В. Топалов достига до позицията на диаграма 4. Черният кон на a4 се защитава само от черната пешка на b5. Белите подкопават коня с хода 28. О:b5. Играта продължава 28... Т:b5 29. Т:a4 с нетна материална печалба от пешка за белите.
Черните може да опитат 28...К:b2??, като се отърват от незащитения кон и се надяват с 29.Ц:b2 Т:b5+ да си върнат изгубената пешка. След 29.Тb3! обаче черните могат да спасят коня само с размяната 29...Т:b5 30.Т:b5 със загуба на качество, вместо само на пешка.